# Holandia
Holandia, Królestwo Niderlandów (niderl. Nederland, wym. [ˈneːdərˌlɑnt] ( odsłuchaj), niderl. Koninkrijk der Nederlanden) – państwo położone w zachodniej Europie, południowej części Ameryki Północnej i północnej części Ameryki Południowej (Karaiby), będące monarchią parlamentarną. Złożone jest z kraju europejskiego Holandii oraz trzech krajów autonomicznych: Aruby, Curaçao i Sint Maarten jak również trzech gmin zamorskich: Bonaire, Saba i Sint Eustatius tzw. Karaiby Holenderskie. Jest członkiem Unii Europejskiej (UE), Organizacji Narodów Zjednoczonych (ONZ) i Organizacji Traktatu Północnoatlantyckiego (NATO).
Europejska część Holandii stanowi obszar gęsto zaludniony, a około jednej czwartej tego terytorium leży poniżej poziomu morza – na terenie depresji.
W Holandii mają swoją siedzibę: Stały Trybunał Arbitrażowy, Międzynarodowy Trybunał Sprawiedliwości, Międzynarodowy Trybunał Karny oraz Międzynarodowy Trybunał Karny dla byłej Jugosławii.

## Etymologia nazwy
Nazwa Holandia (w języku niderlandzkim: Holland) wywodzi się z wczesnego średniowiecza; pierwszy raz w źródłach pojawiła się w IX w. Jest pochodzenia germańskiego, prawdopodobnie pochodzi od dwóch słów języka staroniderlandzkiego holt („lesisty”) i lant („kraj”), opisujących początkowo ziemie wokół Haarlemu. W XI wieku pojawia się w najstarszych kronikach holenderskich Roczniki z Egmondu (Annales Egmundenses), gdzie określa Hrabstwo Holandii.

## Kwestia nazewnictwa w języku polskim
Nazwą krótką zalecaną przez Komisję Standaryzacji Nazw Geograficznych poza Granicami Rzeczypospolitej Polskiej jest „Holandia”, a w wersji pełnej oficjalnej „Królestwo Niderlandów”.
Nazwa „Niderlandy” (nid. Nederland) we współczesnym języku polskim stosowana jest zazwyczaj dla krainy historycznej – odnosi się do krajów dawniej pozostających we władaniu Habsburgów (Niderlandy Habsburskie, Niderlandy Hiszpańskie, Niderlandy Austriackie). Po powstaniu niepodległego państwa holenderskiego w języku polskim stosowane początkowo były różne nazwy pochodzące od formy Nederland, od formy Holland oraz formy opisowe (np. Stany Skonfederowane). Po powstaniu współczesnego państwa holenderskiego w 1830 roku w języku polskim używano niemal wyłącznie nazwy Holandia (w różnych wariantach zapisu), zaś nazwa „Niderlandy” wyszła praktycznie z użycia w tym znaczeniu. Wyjątkiem jest skrócona nazwa państwa „Niderlandy”, zalecana do stosowania w dokumentach Unii Europejskiej.
W październiku 2019 r. władze holenderskie postanowiły, że zrezygnują z anglojęzycznego określenia „Holland”, dotychczas stosowanego w marketingu dotyczącym tego kraju, na rzecz nazwy „The Netherlands”, a wprowadzanie zmiany rozpoczęto z początkiem roku 2020. Zmiana ta ma charakter wewnątrzkrajowy i dotyczy holenderskich instytucji, uniwersytetów, urzędów i ambasad itd., nie wiąże się zaś z apelem do innych państw o zastosowanie analogicznej zmiany w ich językach. Nie wpłynęło to na zmianę zalecanej krótkiej nazwy tego państwa w języku polskim.

## Geografia

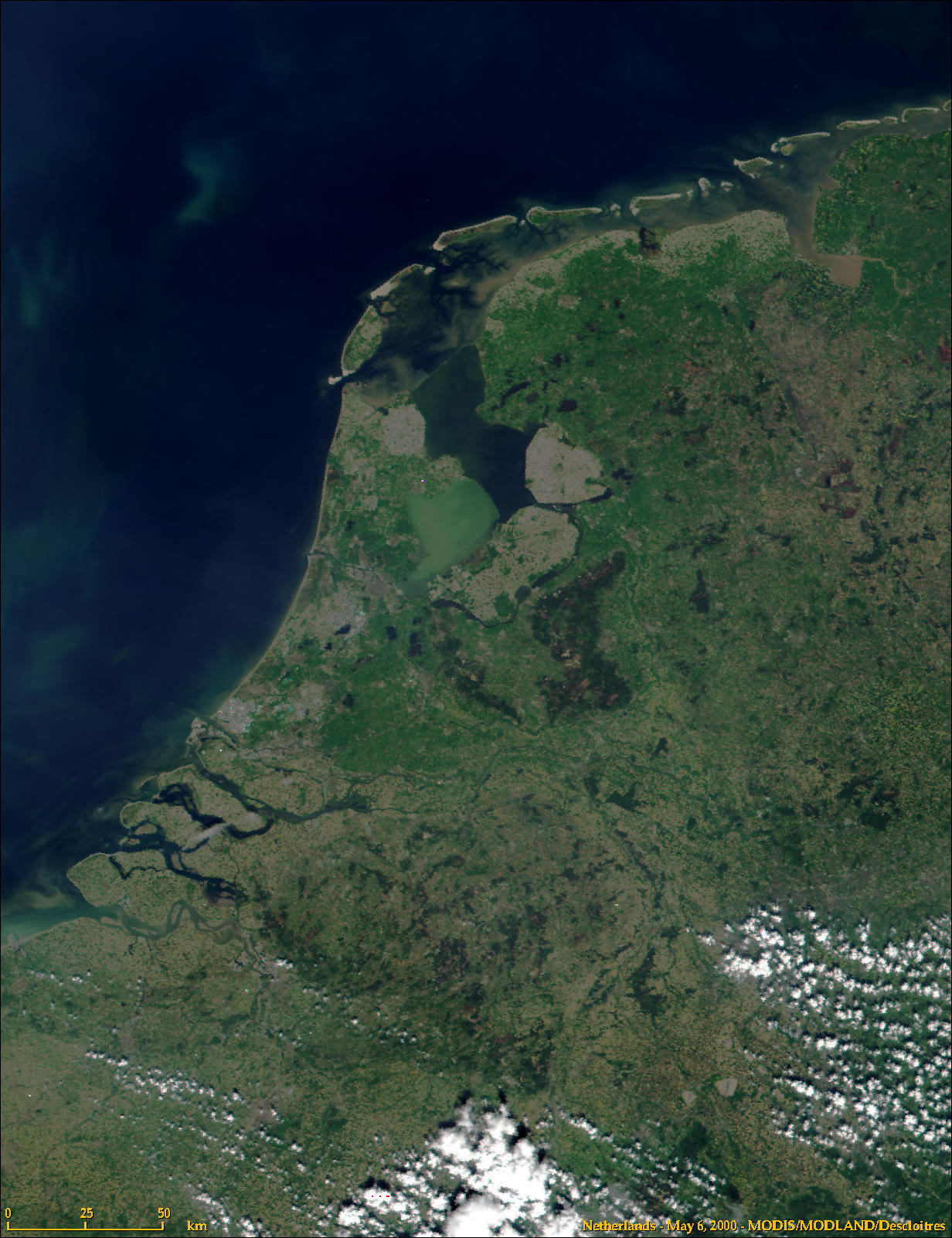
Holandia na zdjęciu satelitarnym NASA, maj 2000

### Wody
Kraj leży w dorzeczu trzech rzek: Renu, Mozy i Skaldy. Poza nimi wymienić można trzy mniejsze rzeki: IJssel (125 km), Waal (82 km) i Amstel (31 km). Długą tradycję (od VIII wieku) ma tu osuszanie terenów nadmorskich, jezior i zatok, poprzez tworzenie polderów. W 1932 r. w wyniku odcięcia zaporą Afsluitdĳk (dł. 32 km) zatoki Zuiderzee od Morza Północnego powstało największe jezioro w kraju Ĳsselmeer (1 100 km²). Do największych przedsięwzięć, mających na celu ochronę wybrzeży Zelandii, należy realizacja zadań w ramach Planu Delta. Jego wykonanie w latach 1958–1986 pozwoliło na odgrodzenie tamami i groblami (wyposażonymi w śluzy) ujść Renu, Mozy i Skaldy do Morza Północnego. W wyniku osuszania powierzchnia kraju zwiększyła się z 33,6 tys. km² (1960) do 41,5 tys. km² (1992). Ważne szlaki komunikacyjne stanowią kanały śródlądowe (długość ok. 10 000 km) m.in. Amsterdam-Ren.

### Gleby
Na obszarze Peel między Brabancją Północną a Limburgią występują gleby torfowisk wysokich. Na obszarze nizin nadmorskich gleby torfowisk niskich. Na północ od Renu – gleby bielicowe. W południowo-wschodniej części kraju na niewielkiej powierzchni – gleby płowe. W zachodniej części ciemne gleby ziemne powstałe na podłożu piaszczystym. Na terenach polderów – marsze oraz gleby brunatne oraz gleby płowe; większość z nich została w ten sposób wysuszona, wskutek czego zyskano gleby urodzajne.

### Klimat
Klimat Holandii jest morski, umiarkowany i ciepły. Średnia temperatura stycznia wynosi od +1 °C na wschodzie do +3 °C na zachodzie. Natomiast w lipcu od +17 °C do +19 °C, w głębi kraju do +20 °C. Mała amplituda roczna temperatur jest wynikiem zachodnich i południowo-zachodnich wiatrów, które łagodzą upały i chłody zimowe. Średnia roczna suma opadów wynosi 750 mm. Częstym zjawiskiem są mgły.

## Historia

### Prehistoria
Pierwsze narzędzia kamienne używane przez ludzi w okresie 180–200 tys. lat temu odnaleziono w okolicach Veluwe w prowincji Geldria. Najstarsze szczątki ludzkie pochodzą sprzed 30 tys. lat z okolic Twente w prowincji Overijssel). Pierwotnie ziemie te zamieszkiwały ludy pokrewne dzisiejszym Baskom.

### Starożytność

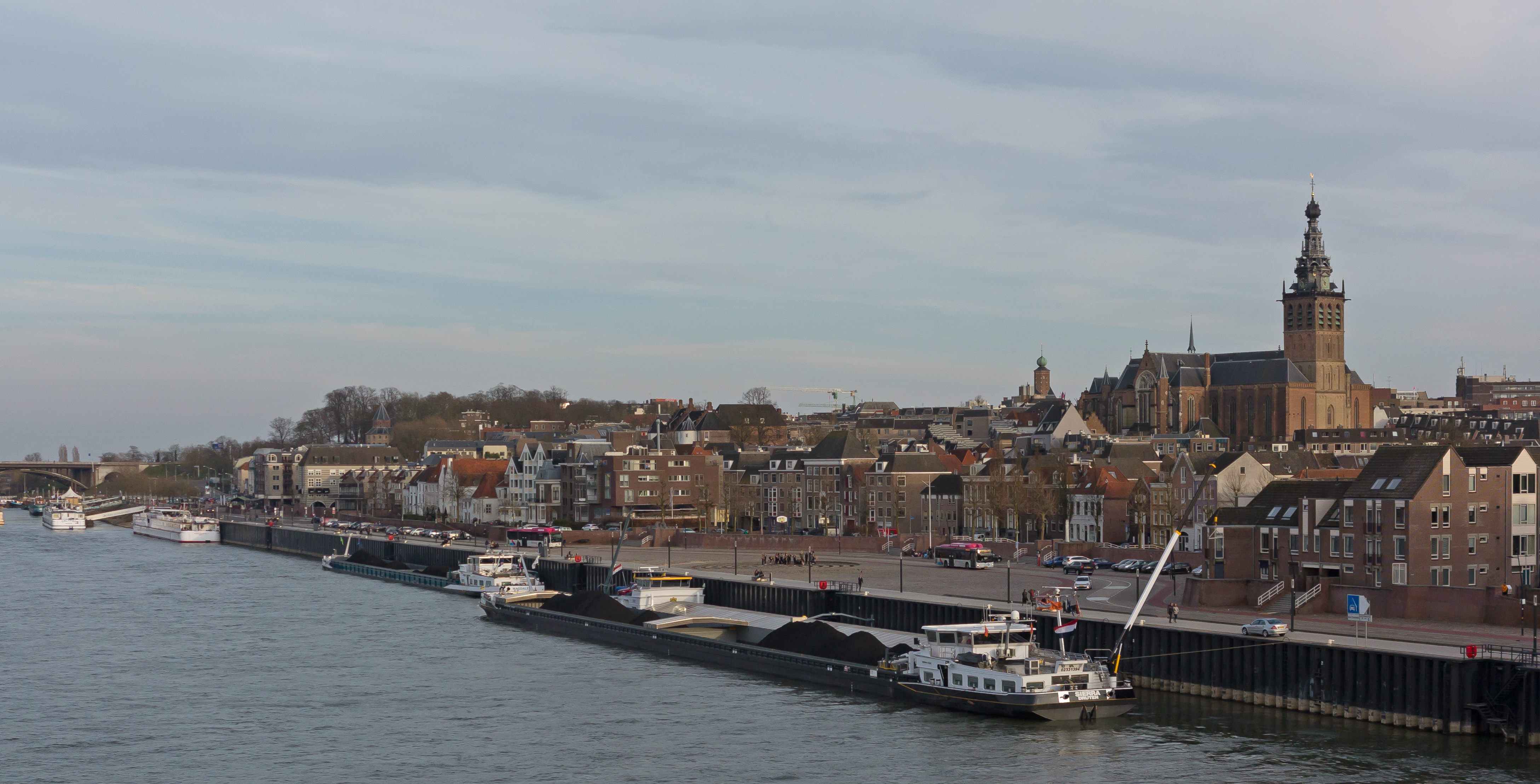
Nijmegen – (obok Maastricht) uznawane za najstarsze miasto Holandii

Zamieszkane przez ludność celtycko-germańską tereny dzisiejszej Holandii zostały w pierwszym stuleciu przed naszą erą włączone wraz z resztą Galii do Imperium Rzymskiego przez Juliusza Cezara (51 p.n.e.). Za Oktawiana Augusta (30 p.n.e. – 14 n.e.) obszary te podporządkowane zostały dwóm prowincjom: Gallia Belgica i Germania Inferior. Granicę Cesarstwa stanowił Ren, jednak wpływy i władza Cesarstwa Rzymskiego rozciągały się również na żyjące dalej plemiona (np. Batawów, Kananefatów, Matiaków czy Fryzów). Antyrzymskie powstania (Fryzów w 28 n.e. czy Batawów pod wodzą Juliusza Cywilisa w 69–70 n.e.) zakończyły się wzmocnieniem zależności od Rzymu. Aż do okresu wędrówki ludów tereny te przeżywały rozkwit gospodarczy i demograficzny. Rzymski rodowód ma wiele miast dzisiejszej Holandii, np. Utrecht (rzymskie Traiectum), Nijmegen (Ulpia Noviomagus Batavorum) czy Lejda (Lugdunum).

### Średniowiecze
Wraz z biegiem stuleci powstawały coraz to nowe samodzielne hrabstwa (w VIII w. było ich prawie 50) i księstwa. W XV wieku większość terytoriów została zjednoczona (za pomocą podbojów i małżeństw dynastycznych) przez Burgundów. W 1477 Holandia, a wraz z nią terytoria obecnej Belgii i Luksemburga, przeszła pod panowanie Habsburgów (od 1556 ich linii hiszpańskiej).

### Republika Zjednoczonych Prowincji

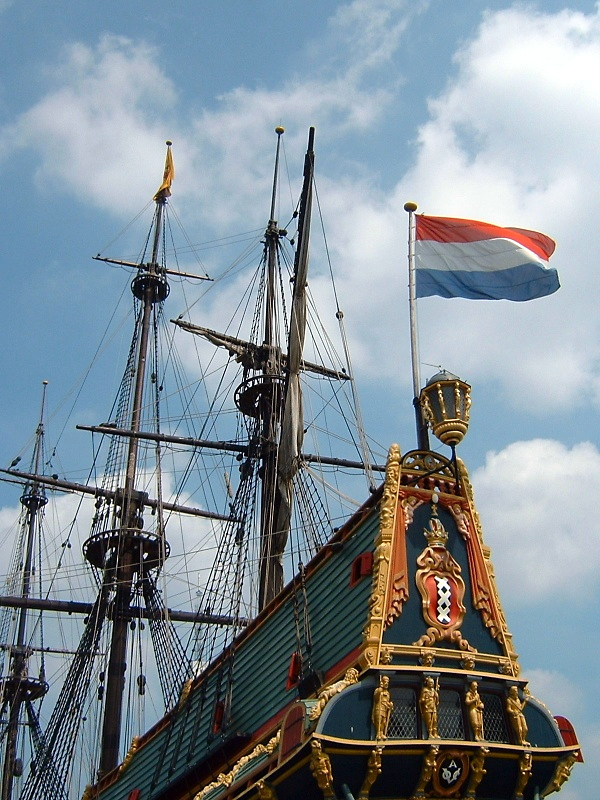
Flaga holenderska z czasów kolonialnych na replice statku „Batavia” (1628)

W marcu 1572 doszło do wybuchu powstania przeciw Hiszpanii. Wynikiem rewolty było podpisanie 23 stycznia 1579 unii utrechckiej. Zakładała ona m.in. utworzenie wspólnej armii i jednolitego systemu pieniężnego, przy jednoczesnym zachowaniu szerokiej autonomii poszczególnych prowincji. Był to początek procesu, w wyniku którego doszło do rozbicia kraju na dwie części, z których powstały później dwa państwa – Belgia i Holandia.
Nowe państwo przybrało charakter kalwiński. Po zamordowaniu Wilhelma I (1584) tytuł namiestnika oraz naczelne dowództwo otrzymał jego syn Maurycy Orański, który kontynuował wojnę z Hiszpanią. Holandia odebrała jej liczne kolonie w Indiach Zachodnich, Afryce i Ameryce.

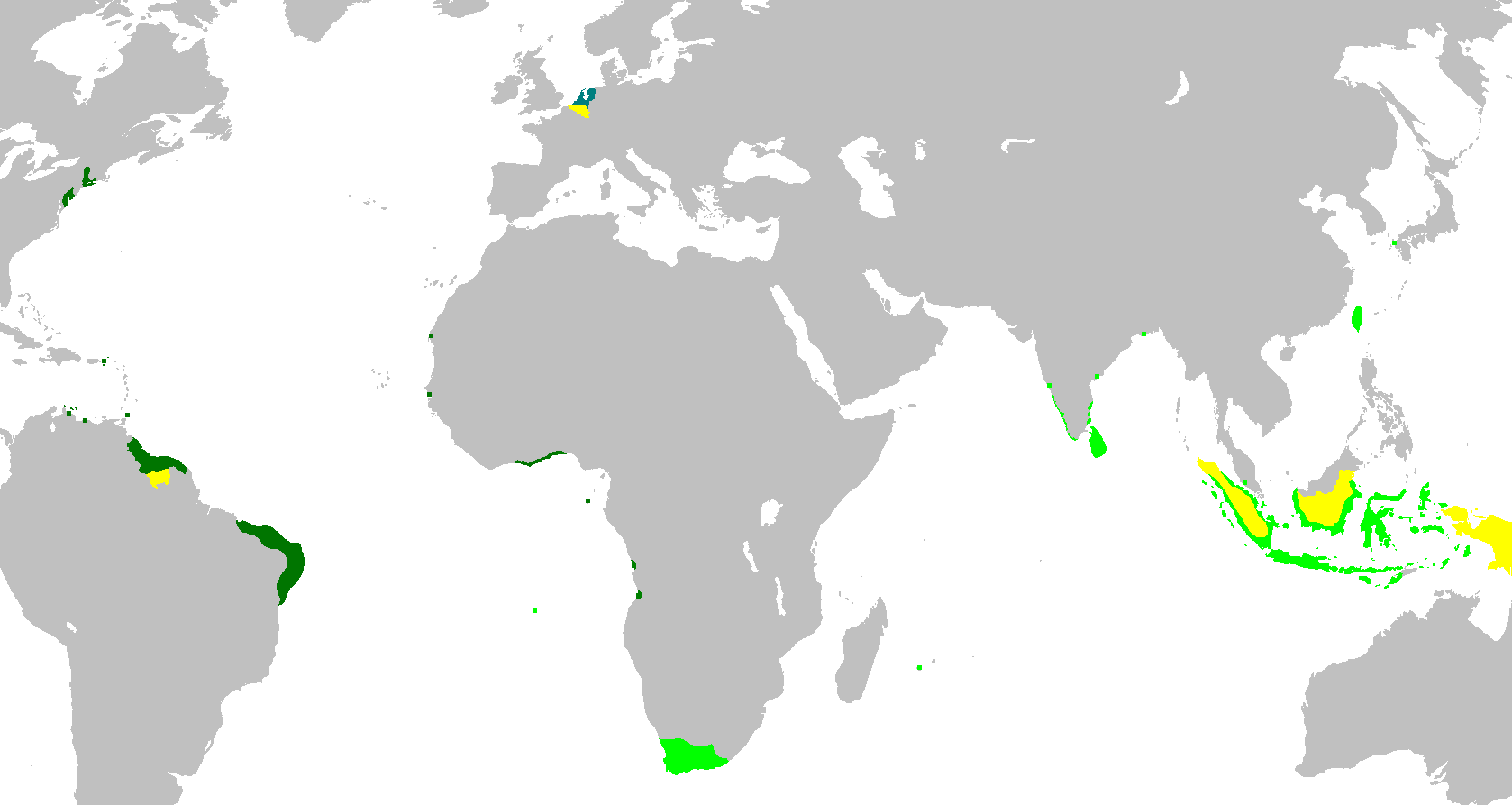
Holenderskie imperium kolonialne

9 kwietnia 1609 podpisano dwunastoletni rozejm, po którym rozpoczęła się kolejna wojna. W pokoju westfalskim 1648 Hiszpania uznała niepodległość Zjednoczonych Prowincji.
Od końca XVI w. prowincje przeżywały rozkwit – do miast holenderskich przeniósł się handel zamorski, powstały nowe kompanie handlowe, między innymi takie jak: Holenderska Kompania Wschodnioindyjska, Holenderska Kompania Zachodnioindyjska. Republika Zjednoczonych Prowincji brała udział wraz z potęgami ówczesnej Europy (Anglią, Francją) w kolonizacji Ameryki Północnej. W Holandii działali też sławni uczeni i artyści: Rembrandt, Hugo Grocjusz, Christiaan Huygens.
Obszar północnych Niderlandów protestanckich stanowi obecnie terytorium Holandii (oficjalna nazwa: Królestwo Niderlandów). Głową państwa jest król z dynastii Orańskiej-Nassau), potomek po kądzieli Wilhelma I.

### Od końca XVIII wieku

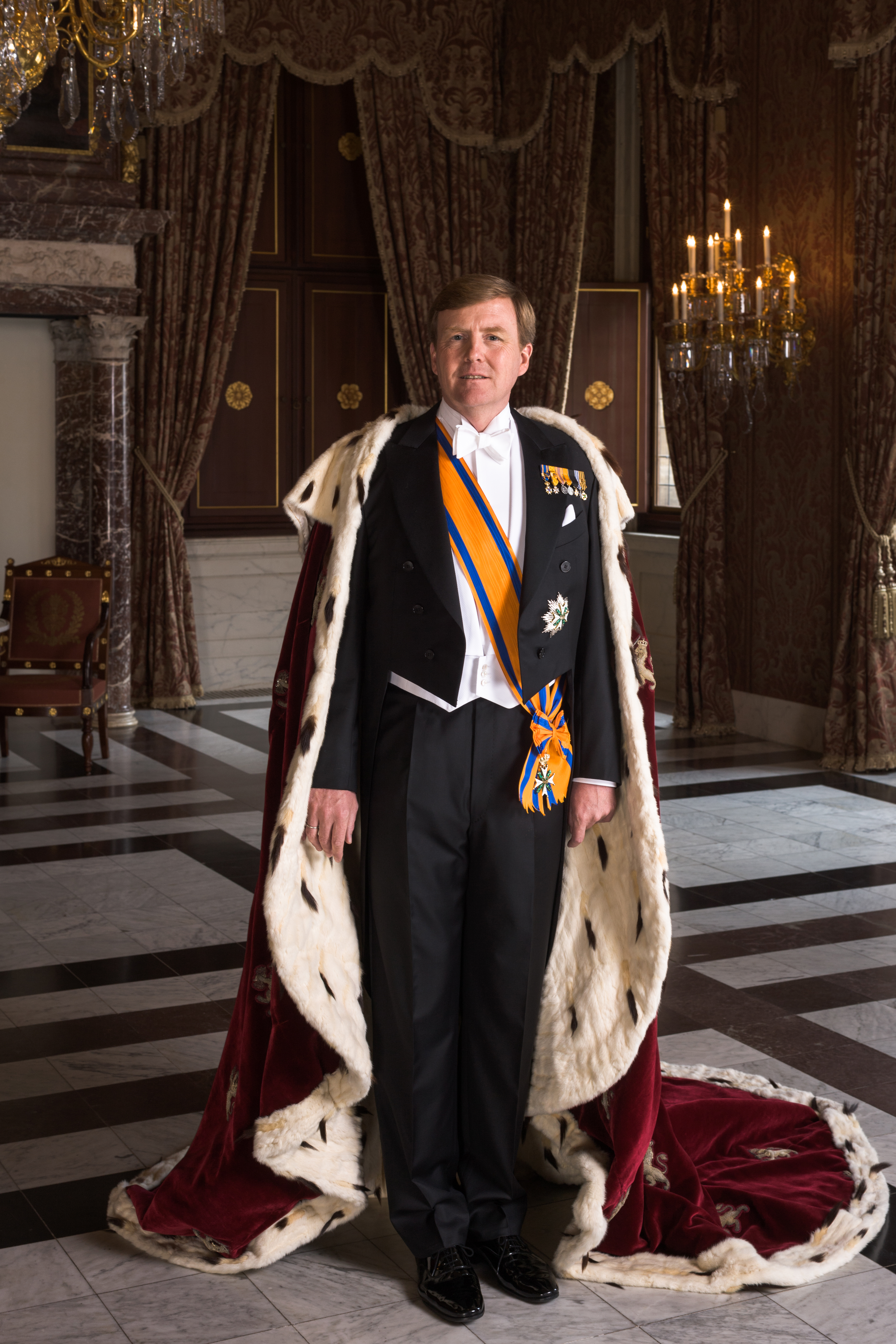
Król Królestwa Niderlandów Wilhelm-Aleksander (2013)

Potęga Holandii znacznie zmalała w XVIII wieku w wyniku wojen z Hiszpanią, Francją i Anglią. W tym też czasie utracono część zamorskich kolonii, co z kolei przyczyniło się do gospodarczej zapaści. W latach 1806–1810, w wyniku wojen napoleońskich, Niderlandy podporządkowane były Francji jako marionetkowe Królestwo Holandii. W 1810 Holandia została nawet przejściowo wcielona do Francji.
W 1815 r. Holandia została połączona z Niderlandami Południowymi (dzisiejszą Belgią) w Królestwo Zjednoczonych Niderlandów pod przywództwem Wilhelma I. Wspólne państwo nie przetrwało jednak długo: już w 1830 Belgowie w wyniku rewolucji odłączyli się od królestwa, by utworzyć własne państwo.
28 marca 1814 r. uchwalono konstytucję, co dało początek liberalnym przemianom. Nadszedł kolejny wiek, a wraz z nim dwie wojny światowe. Wobec obu tych konfliktów Holandia ogłosiła neutralność, co jednak nie uchroniło jej od inwazji III Rzeszy w 1940 roku podczas II wojny światowej, w efekcie której państwo okupowano do 1945 roku. W czasie wojny działał emigracyjny rząd w Londynie, na czele którego stała królowa Wilhelmina.
Po wojnie kolonie holenderskie zyskały niepodległość lub szeroką autonomię. W 1949 roku po konflikcie zbrojnym z Niderlandami niepodległość zyskała największa kolonia: Indonezja. Po II wojnie światowej Holandia zerwała z tradycyjną polityką neutralności, przystępując w 1949 do NATO, w 1957 do EWG, poprzedniczki dzisiejszej Unii Europejskiej.
Od kwietnia 2001 w Holandii możliwe są małżeństwa osób tej samej płci. Holandia była pierwszym państwem na świecie, które zarejestrowało związki partnerskie i ustanowiło ramy prawne dla stosunków homoseksualnych.
1 czerwca 2005 r. miało miejsce po raz pierwszy referendum dotyczące ratyfikacji traktatu Konstytucji dla Europy. Udział w nim wzięło 63,3% uprawnionych do głosowania. Jednak 61,6% głosujących głosowało przeciw.

## Demografia
| 1500 | 900 000    | 1700 | 1 850 000  |
| 1750 | 1 900 000  | 1755 | 2 078 000  |
| 1900 | 5 104 000  | 1930 | 7 825 000  |
| 1970 | 12 957 621 | 1990 | 14 892 574 |
| 2009 | 16 509 303 | 2017 | 17 108 799 |
| 2019 | 17 282 163 | 2020 | 17 407 585 |
| 2022 | 17 590 672 | 2024 | 17 942 942 |

Holandia jest 24. najgęściej zaludnionym krajem świata. Oficjalna liczba 396 osób / km² rośnie aż do 489, jeśli wziąć pod uwagę, że 18,4% powierzchni zajmują zbiorniki wodne.
Według rządowego biura statystycznego CBS Statline 1 stycznia 2023 r. 84,5% obywateli Holandii ma pochodzenie wyłącznie holenderskie, 5,6% – inne europejskie, 2,2% tureckie, 1,0% marokańskie, 6,7% – inne. Jednak statystyka ta nie obejmuje całego Królestwa Niderlandów, tj. dodatkowo Karaibów Holenderskich, w których większość stanowią osoby pochodzenia afrokaraibskiego.
W Holandii nie ma obecnie miast o wielkości 1 mln mieszkańców lub większych, ale cztery wielkie miasta (jak się mówi o Amsterdamie, Rotterdamie, Hadze i Utrechcie) wraz z otaczającymi je mniejszymi miejscowościami można uznać pod wieloma względami za konurbację, która nazywana jest Randstad z rolniczym Groene Hart (pol. „zielone serce”) pośrodku. Dla porównania, 70 lat temu Holandia posiadała dwa miasta z ludnością ponad 500 tys., cztery miasta z ludnością 100–500 tys., dwanaście miast z ludnością 50–100 tys., 28 miast z ludnością 20–50 tys. i 86 miast z ludnością 10–20 tys.
Holandia była w XXI wieku jednym z popularniejszych krajów docelowych migracji Polaków. 1 stycznia 2023 r. mieszkało tam 183 004 obywateli Polski.

### Język
Państwa członkowskie
     Szczególne więzi z Unią Językową
     Inne obszary, w których mówi się po niderlandzku (lub afrikaans)

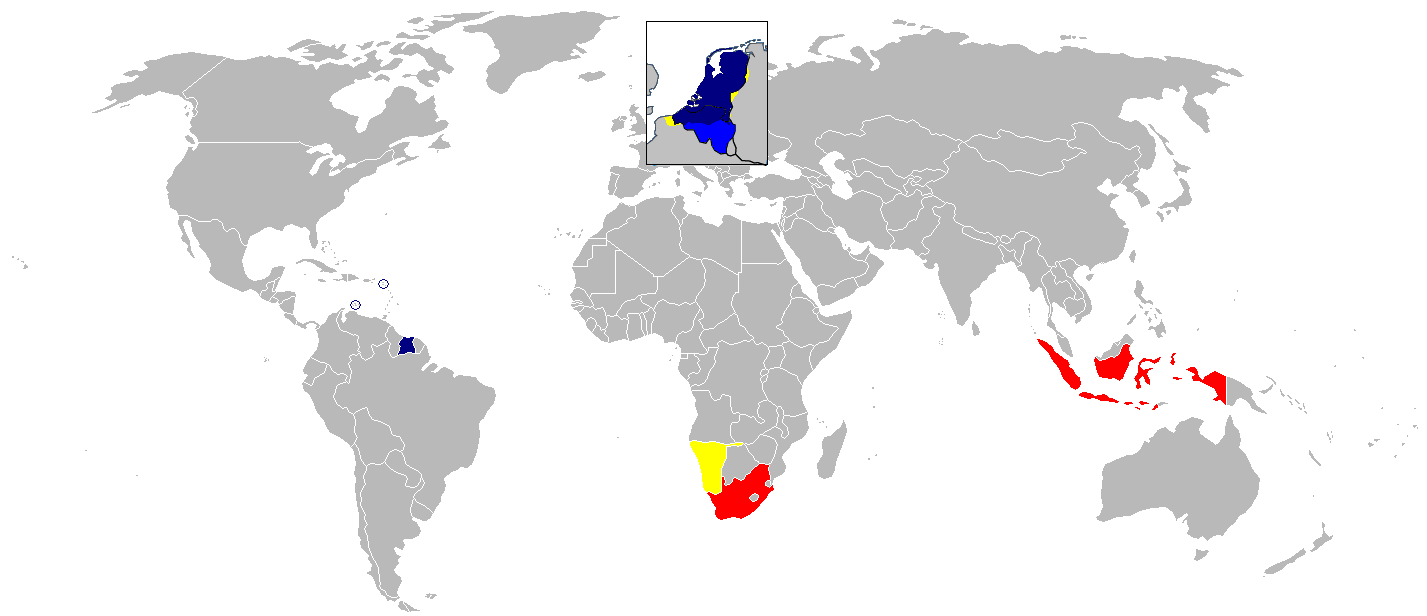
Unia Języka Niderlandzkiego
Państwa członkowskie
Szczególne więzi z Unią Językową
Inne obszary, w których mówi się po niderlandzku (lub afrikaans)

Językiem urzędowym w kraju jest język niderlandzki, a w prowincji Fryzja od niedawna także fryzyjski. Holendrzy uczą się od dziecka języków obcych, gdyż mają świadomość, że zasięg ich rodzimego języka jest niewielki. 90% Holendrów zna angielski, niemiecki (ok. 60%) i francuski (ok. 25%). W Europie język niderlandzki jest używany przez około 22 miliony ludzi. Poza Holandią jest językiem urzędowym Belgii, Surinamu, Karaibów Holenderskich. Z tego języka wywodzi się także używany przez 60% białych (ok. 6 milionów ludzi) w Południowej Afryce (a ponadto również w Namibii) język afrikaans, który jest w pewnym stopniu zrozumiały dla każdego znającego niderlandzki, przy czym szacuje się, że jako drugim językiem posługuje się nim w Afryce Południowej ok. 10 mln ludzi, gdyż był on językiem nauczanym w szkołach. Różnice między afrikaans a niderlandzkim dotyczą głównie wymowy, pisowni i pewnej części słownictwa.
W Karaibach Holenderskich językami urzędowymi są również papiamento i język angielski.
Holendrzy kultywują rodzime dialekty. Za rodzime dialekty uważa się takie, których użytkownicy są w stanie porozumieć się między sobą. Przykładowo takim właśnie dialektem jest dialekt limburski, pretendujący do uzyskania miana holenderskiego języka urzędowego, obok niderlandzkiego i fryzyjskiego. Dialektem tym lub też według osób traktujących go jako pierwszy język ojczysty, nazywanym językiem limburskim posługuje się ludność autochtoniczna (około 1,6 mln na terenach Belgii i Holandii oraz 0,5 mln w Niemczech), zamieszkująca okolice Kolonii, Maastricht, Akwizgranu oraz Eindhoven, aż do zachodniej części Zagłębia Ruhry po Düsseldorf – regionów obejmujących jedno z królestw powstałych po podpisaniu traktatu z Verdun w 843 r. przez wnuków Karola Wielkiego. Nie zmienia to faktu, że dialektów jest mnóstwo. Bywa, że język mówiony sąsiedniej wioski to inny dialekt. Rodzimymi dialektami posługują się często również ludzie wykształceni.

### Miasta
Najludniejsze miasta Holandii (1 stycznia 2024):
| 1  | Amsterdam            | Holandia Północna   | 931 298 | 165,60 |
| 2  | Rotterdam            | Holandia Południowa | 670 610 | 217,55 |
| 3  | Haga ('s-Gravenhage) | Holandia Południowa | 566 221 | 82,45  |
| 4  | Utrecht              | Utrecht             | 374 238 | 93,83  |
| 5  | Eindhoven            | Brabancja Północna  | 246 417 | 87,66  |
| 6  | Groningen            | Groningen           | 243 768 | 185,60 |
| 7  | Tilburg              | Brabancja Północna  | 229 836 | 116,17 |
| 8  | Almere               | Flevoland           | 226 500 | 129,19 |
| 9  | Breda                | Brabancja Północna  | 188 078 | 125,74 |
| 10 | Nijmegen             | Geldria             | 187 049 | 53,09  |

### Religia

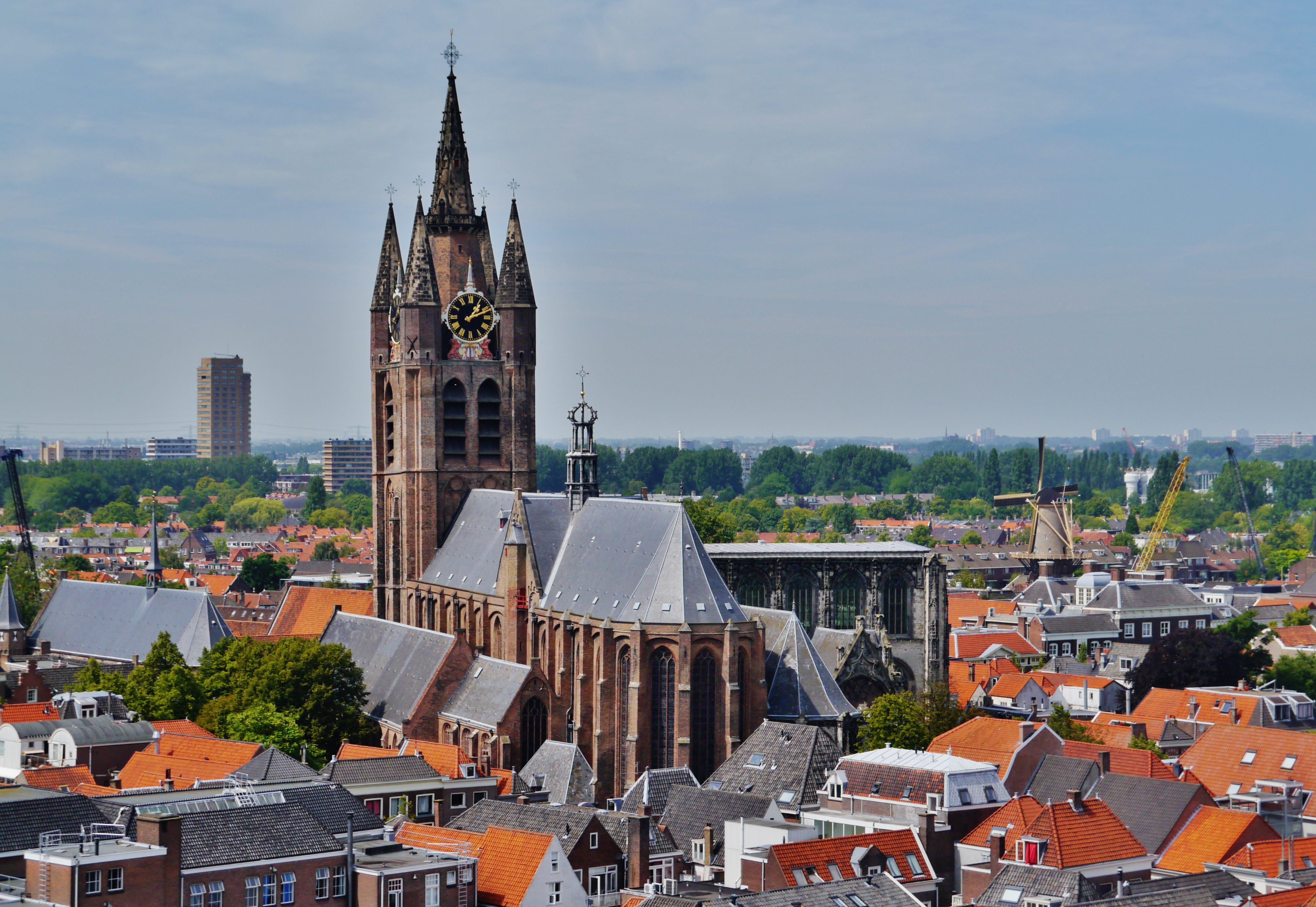
Widok z Nieuwe Kerk Nowy Kościół na Oude Kerk Stary Kościół w Delft

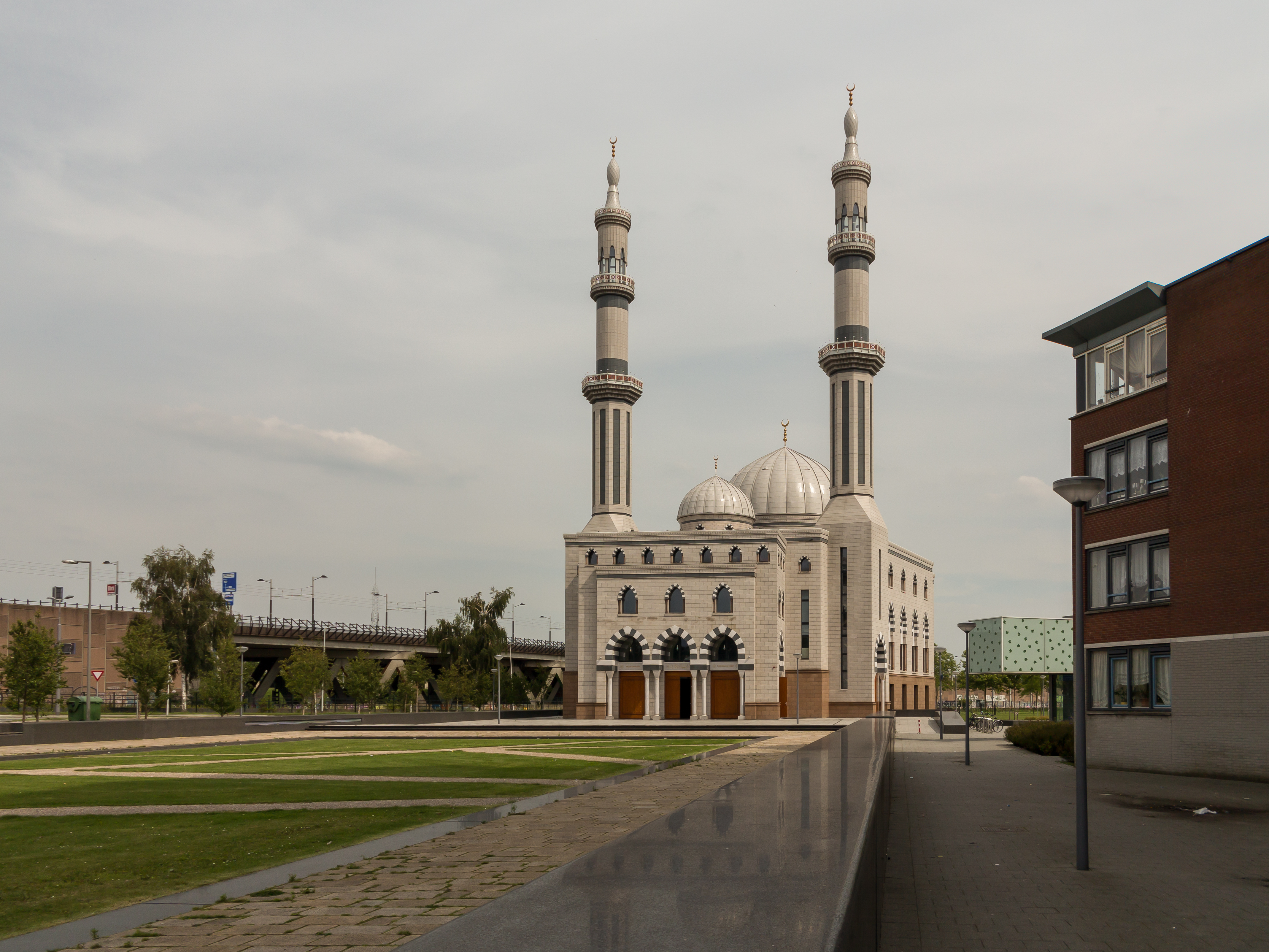
Meczet Essalam w Rotterdamie

W 2023 roku 57,2% ludności kraju byla niereligijna. Najważniejszymi religiami były chrześcijaństwo – katolicyzm (18,2%, spadek z 40,5% w 1971 roku) i protestantyzm (13,2%, spadek z 35,9% w 1971 roku), a ponadto islam – 5,6% (wzrost z 0,4% w 1971 roku). Dwoma największymi kościołami w Holandii są Kościół rzymskokatolicki i Kościół Protestancki w Holandii (PKN); pozostałe kościoły liczą niewielu wiernych. Do najważniejszych należą Kościoły reformowane (np. Gereformeerde Gemeenten), Świadkowie Jehowy, Kościół Anglii, Zjednoczone Kościoły Ewangeliczne i Zielonoświątkowe, Molukański Kościół Ewangelicki, Bracia morawscy, Unia Baptystyczna, Bractwo Mennonitów, Kościół Starokatolicki, Kościół Apostolski, Kościół Luterański, Kościoły prawosławne, Armia Zbawienia i inne (łącznie około 4% wiernych). 57,2% Holendrów formalnie nie należy do żadnej wspólnoty religijnej (w 1971 roku 23,6%), a po uwzględnieniu zarejestrowanych chrześcijan, ale nie identyfikujących się ze swą wspólnotą religijną, może być to liczba jeszcze większa. Ponadto znaczna większość formalnych chrześcijan spłyca postawy religijne i nie uczestniczy w praktykach religijnych. Szacuje się, że jedynie 20% mieszkańców Holandii co najmniej raz w roku odwiedza jakąś świątynię w celach religijnych, przy czym zaledwie 8–9% katolików i 5–6% protestantów czyni to regularnie. W Holandii znaczna część dawnych świątyń katolickich i protestanckich pełni inne funkcje niż sakralne: są wśród nich muzea, biblioteki, galerie sztuki, dyskoteki, parkingi dla rowerów itd.
Do lat sześćdziesiątych XX wieku większość stanowili protestanci, a dokładniej kalwiniści. Trzecią część stanowili katolicy. Północne, środkowe i wschodnie prowincje były tradycyjnie protestanckie, podczas gdy na południu większość stanowili katolicy. Do dzisiaj w Holandii istnieją znaczące grupy ortodoksyjnych kalwinistów (np. Gereformeerde Gemeenten). W Holandii nie ma podatku kościelnego.
Inne wyznania religijne to hinduiści (0,6%), buddyści (1%) i żydzi (0,2%).

## Ustrój polityczny

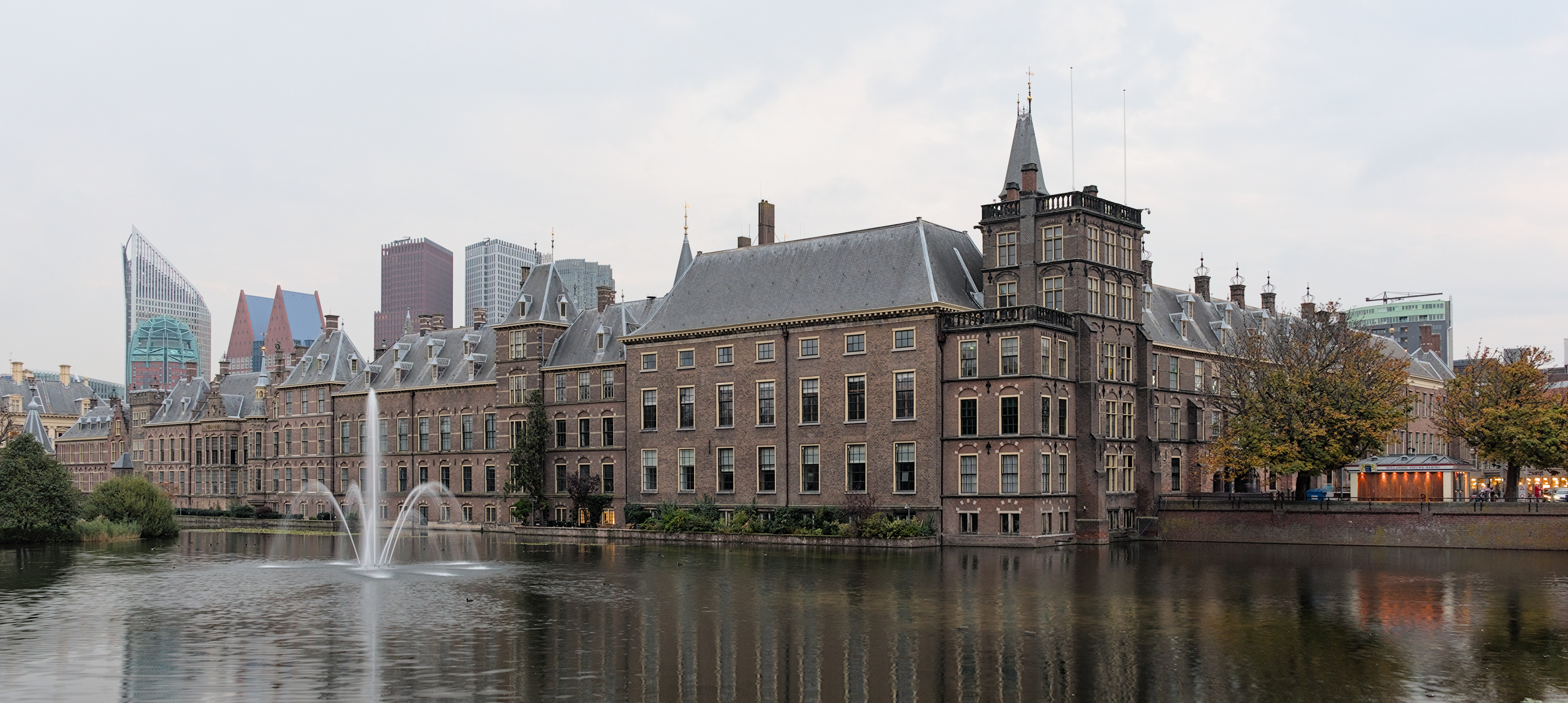
Binnenhof – zespół budynków parlamentarnych w Hadze

Struktura terytoriów wchodzących w skład Królestwa Niderlandów

Królestwo Niderlandów tworzą cztery kraje. Od 16 marca 1815 roku jest monarchią konstytucyjną, czyli na czele państwa stoi monarcha (od 2013 roku król Wilhelm-Aleksander). Król Niderlandów mianuje szefa rządu, wywodzącego się najczęściej ze zwycięskiego ugrupowania – jest on szefem egzekutywy. Do zadań króla, oprócz reprezentowania państwa na zewnątrz, należy wygłaszanie corocznego orędzia, w którym przedstawia główne cele i zamierzenia rządu na najbliższy rok (nie ma on jednak prawa samodzielnie dokonywać w nich zmian). Premier kieruje polityką wewnętrzną i zagraniczną państwa. Rolę władzy ustawodawczej odgrywa dwuizbowy parlament – Stany Generalne (Staten-Generaal), przy czym faktyczne znaczenie posiada jedynie izba niższa Tweede Kamer. Senat (Eerste Kamer) pełni funkcję reprezentacyjną i ewentualnie może opóźniać wejście w życie ważnych ustaw.
| Kraj                  | Status                 | Populacja (1 stycznia 2024) | Procent populacji (%) | Obszar (km²) | Procent obszaru (%) | Gęstość (os./km²) |
| --------------------- | ---------------------- | --------------------------- | --------------------- | ------------ | ------------------- | ----------------- |
| Aruba                 | kraj autonomiczny      | 108.066                     | 0,60                  | 180,00       | 0,43                | 555               |
| Curaçao               | kraj autonomiczny      | 185.482                     | 1,03                  | 444,00       | 1,05                | 320               |
| Holandia              | kraj                   | 17.606.044                  | 98,12                 | 41,865       | 99,2                | 396               |
| –                     | kraj, część europejska | 17.575.647                  | 97,95                 | 41,543       | 98,4                | 399               |
| – Bonaire             | gmina zamorska         | 25.133                      | 0,14                  | 288,00       | 0,68                | 46                |
| – Saba                | gmina zamorska         | 2.060                       | 0,01                  | 13,00        | 0,03                | 134               |
| – Sint Eustatius      | gmina zamorska         | 3.204                       | 0,02                  | 21,00        | 0,05                | 137               |
| Sint Maarten          | Kraj autonomiczny      | 43.350                      | 0,24                  | 34,00        | 0,08                | 1101              |
| Karaiby Holenderskie  | –                      | 367.295                     | 2,05                  | 980,00       | 2,32                | 375               |
| Królestwo Niderlandów | –                      | 17.942.942                  | 100                   | 42,201       | 100                 | 425               |

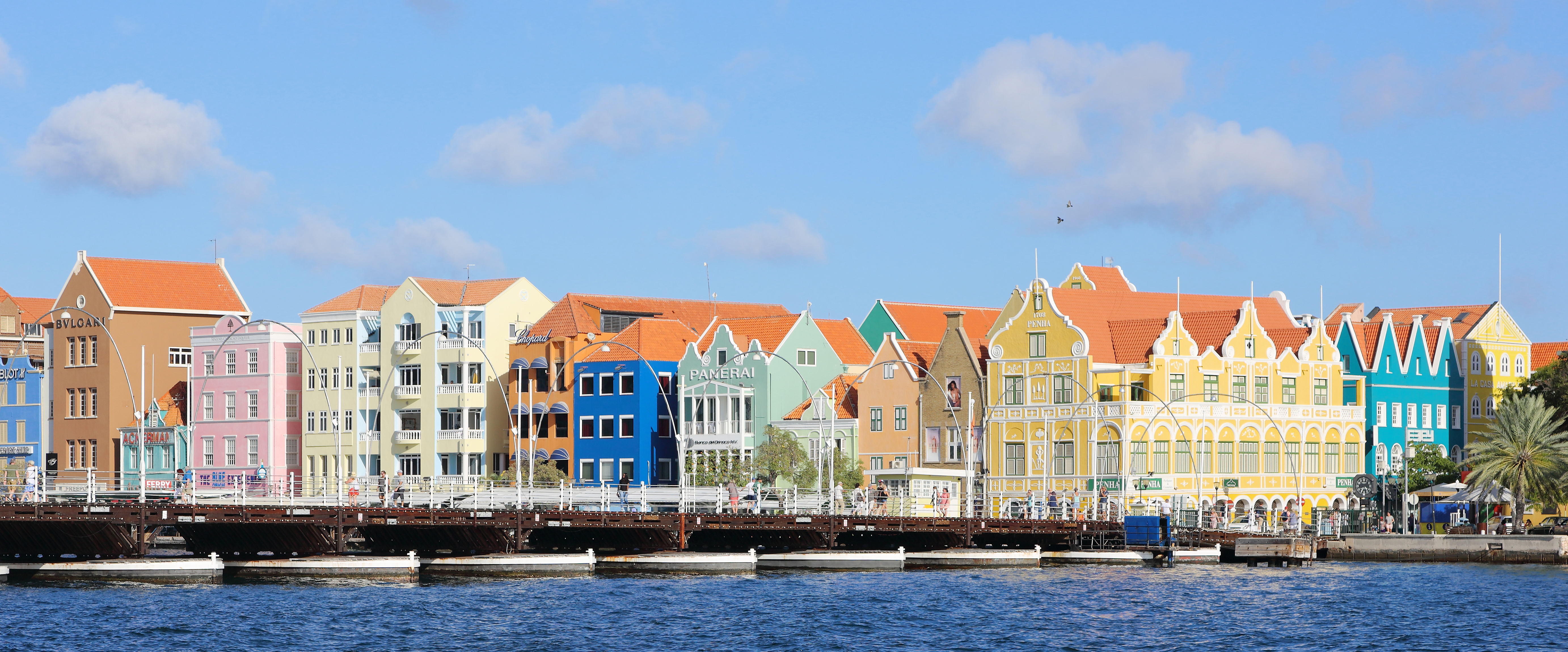
Willemstad, Curaçao

Do 9 października 2010 roku Królestwo Niderlandów składało się z Holandii, Antyli Holenderskich i Aruby. Następnego dnia, wchodzące dotąd w skład Antyli Holenderskich Curaçao oraz Sint Maarten stały się krajami autonomicznymi królestwa, a Bonaire, Saba i Sint Eustatius gminami zamorskimi kraju Holandia.

### Polityka
Ze względu na system wielopartyjny i dużą liczbę partii holenderskich od XVIII wieku żadna partia nie była w stanie osiągnąć pełnej większości w parlamencie. System polityczny był tradycyjnie zdominowany przez trzy bloki: chrześcijańskich demokratów z Apelem Chrześcijańsko-Demokratycznym (Christen-Democratisch Appèl) CDA i do pewnego stopnia Unii Chrześcijańskiej (ChristenUnie) CU jako przedstawicieli, socjaldemokratów z Partią Pracy (Partij van de Arbeid) PvdA jako największą partią oraz liberalnych demokratów z Partią Ludową na rzecz Wolności i Demokracji (Volkspartij voor Vrijheid en Democratie) VVD jako największą stroną. Od 2 lipca 2024 r. funkcję szefa rządu pełni Dick Schoof.
| Skrót | Nazwa                                                                                | Od 2023 | 2021- 2023 | 2017–2021 | 2012–2017 | 2010–2012 | 2006- 2010 | 2003–2006 | 2002–2003 |
| ----- | ------------------------------------------------------------------------------------ | ------- | ---------- | --------- | --------- | --------- | ---------- | --------- | --------- |
| PVV   | Partia Wolności Partij voor de Vrijheid                                              | 37      | 17         | 20        | 15        | 24        | 9          | –         | –         |
| PvdA  | Partia Pracy Partij van de Arbeid                                                    | 25      | 9          | 9         | 38        | 30        | 33         | 42        | 23        |
| GL    | Zielona Lewica GroenLinks                                                            | 25      | 8          | 14        | 4         | 10        | 7          | 8         | 10        |
| VVD   | Partia Ludowa na rzecz Wolności i Demokracji Volkspartij voor Vrijheid en Democratie | 24      | 34         | 33        | 41        | 31        | 22         | 28        | 24        |
| NSC   | Nowa Umowa Społeczna Nieuw Sociaal Contract                                          | 20      | –          | –         | –         | –         | –          | –         | –         |
| D66   | Demokraci 66 Democraten 66                                                           | 9       | 24         | 19        | 12        | 10        | 3          | 6         | 7         |
| BBB   | BoerBurgerBeweging                                                                   | 7       | 1          | –         | –         | –         | –          | –         | –         |
| CDA   | Apel Chrześcijańsko-Demokratyczny Christen-Democratisch Appèl                        | 5       | 15         | 19        | 13        | 21        | 41         | 44        | 43        |
| SP    | Partia Socjalistyczna Socialistische Partij                                          | 5       | 9          | 14        | 15        | 15        | 25         | 9         | 9         |
| DENK  | DENK                                                                                 | 3       | 3          | 3         | –         | –         | –          | –         | –         |
| PvdD  | Partia na rzecz Zwierząt Partij voor de Dieren                                       | 3       | 6          | 5         | 2         | 2         | 2          | 0         | –         |
| FvD   | Forum na rzecz Demokracji Forum voor Democratie                                      | 3       | 8          | 2         | –         | –         | –          | –         | –         |
| SGP   | Polityczna Partia Protestantów Staatkundig Gereformeerde Partij                      | 3       | 3          | 3         | 3         | 2         | 2          | 2         | 2         |
| CU    | Unia Chrześcijańska ChristenUnie                                                     | 3       | 5          | 5         | 5         | 5         | 6          | 3         | 4         |
| VOLT  | Volt Nederland                                                                       | 2       | 3          | –         | –         | –         | –          | –         | –         |
| JA21  | Właściwa Odpowiedź 2021 Juiste Antwoord 2021                                         | 1       | 3          | –         | –         | –         | –          | –         | –         |

zielony: w rządzie;
niebieski: popierający

### Podział administracyjny Królestwa Niderlandów
Holandia podzielona jest na dwanaście prowincji, które dzielą się z kolei na 342 gminy. Do kraju należą jeszcze trzy gminy zamorskie położone na Karaibach, w Małych Antylach. Poza tym europejska część kraju podzielona jest na 21 zarządów wód (waterschap).
| Prowincja                          | Stolica          | Powierzchnia (km²) | Powierzchnia (ląd i wody) (km²) | Ludność 1 stycznia 2024 | Gęstość (os/km²) | Mapa      |
| Prowincje                          | Prowincje        | Prowincje          | Prowincje                       | Prowincje               | Prowincje        | Prowincje |
| ---------------------------------- | ---------------- | ------------------ | ------------------------------- | ----------------------- | ---------------- | --------- |
| Groningen                          | Groningen        | 2323,94            | 2959,68                         | 601.347                 | 259              |           |
| Fryzja (Friesland / Fryslân)       | Leeuwarden       | 3335,62            | 5748,77                         | 661.904                 | 198              |           |
| Drenthe                            | Assen            | 2632,65            | 2680,39                         | 504.129                 | 191              |           |
| Overijssel                         | Zwolle           | 3319,00            | 3420,74                         | 1.189.033               | 358              |           |
| Flevoland                          | Lelystad         | 1411,63            | 2412,31                         | 450.826                 | 319              |           |
| Geldria (Gelderland)               | Arnhem           | 4963,71            | 5136,31                         | 2.149.071               | 433              |           |
| Utrecht                            | Utrecht          | 1485,46            | 1560,05                         | 1.400.057               | 943              |           |
| Holandia Północna (Noord-Holland)  | Haarlem          | 2664,82            | 4091,93                         | 2.976.487               | 117              |           |
| Holandia Południowa (Zuid-Holland) | Haga (Den Haag)  | 2700,07            | 3307,86                         | 3.840.460               | 1422             |           |
| Zelandia (Zeeland)                 | Middelburg       | 1782,12            | 2933,44                         | 391.634                 | 220              |           |
| Brabancja Północna (Noord-Brabant) | ’s-Hertogenbosch | 4905,46            | 5082,06                         | 2.644.739               | 539              |           |
| Limburgia (Limburg)                | Maastricht       | 2146,61            | 2209,85                         | 1.133.255               | 528              |           |
| Gminy zamorskie                    |                  |                    |                                 |                         |                  |           |
| Bonaire                            | Kralendijk       | 288                | –                               | 25.133                  | 87               |           |
| Saba                               | The Bottom       | 13,00              | –                               | 2060                    | 158              |           |
| Sint Eustatius                     | Oranjestad       | 21                 | –                               | 3204                    | 153              |           |

### Święta państwowe
W Holandii obchodzi się jedynie dwa święta państwowe:
- Dzień Króla (Koningsdag) – od 2014 roku obchodzony 27 kwietnia, w dniu urodzin obecnie panującego monarchy Wilhelma Aleksandra. Do momentu abdykacji królowej Beatrix (co miało miejsce 30 kwietnia 2013) obchodzono Dzień Królowej, ustalony na dzień 30 kwietnia
- Bevrijdingsdag (pol. Dzień Wyzwolenia) – 5 maja, poprzedzony obchodami Nationale Dodenherdenking (pol. Dni Poległych) wieczorem 4 maja

## Siły zbrojne
Holenderska Organizacja Obrony (Defensie van Nederland) podlega Ministerstwu Obrony (Ministerie van Defensie), a składa się z wojsk lądowych Koninklijke Landmacht KL (pol. Królewska Armia Holenderska), sił powietrznych Królewskie Holenderskie Siły Powietrzne KLu (nld. Koninklijke Luchtmacht ) oraz marynarki wojennej Koninklijke Marine KM (pol. Królewska Marynarka Wojenna). W skład marynarki wchodzą także Marine Luchtvaartdienst MLD (pol. Służba Lotnicza Marynarki Wojennej) i Korps Mariniers (pol. Piechota morska). Do sił zbrojnych zalicza się ponadto Koninklijke Marechaussee KMar (pol. Królewska Żandarmeria). Obowiązkowa służba wojskowa jest zawieszona, a wojsko składa się wyłącznie z ochotników. Holandia całkowicie zrezygnowała ponadto z posiadania broni pancernej.
Wojska holenderskie liczą (2014) 47,7 tys. żołnierzy służby czynnej oraz 32,2 tys. rezerwistów. Według rankingu Global Firepower (2016) holenderskie siły zbrojne stanowią 39. siłę militarną na świecie, z rocznym budżetem na cele obronne w wysokości 9,8 mld dolarów (USD).

## Gospodarka

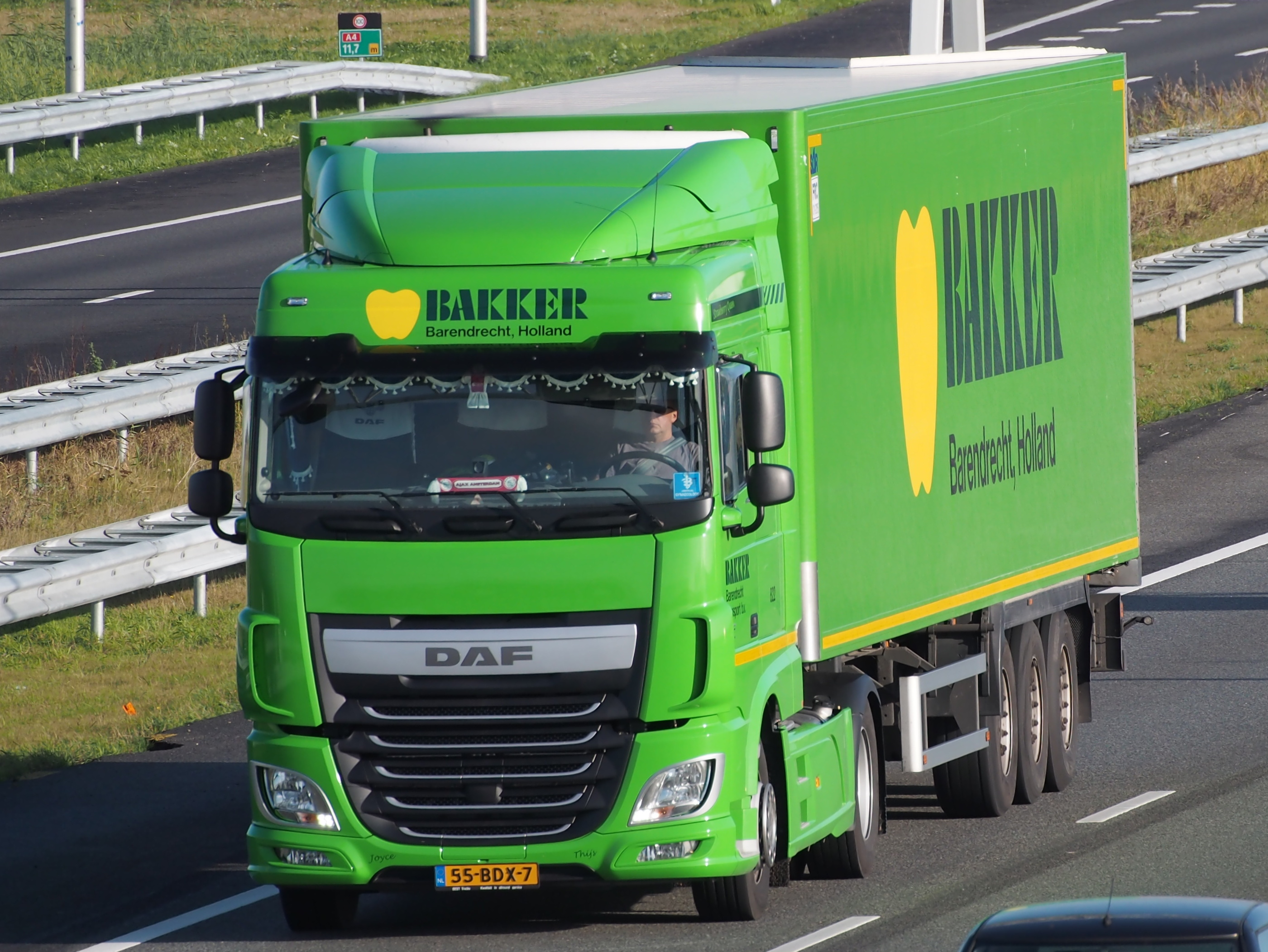
DAF producent samochodów ciężarowych z siedzibą w Eindhoven

Wielu historyków uważa, że to właśnie w Holandii narodził się kapitalizm. Współcześnie Holandia jest gospodarką rynkową z przeważającą własnością prywatną, ale o wysokim poziomie redystrybucji dochodów poprzez podatki, w 2006 wynoszącym 39% PKB. Holandia jest nominalnie 16. gospodarką świata, a po zmierzeniu parytetem siły nabywczej 22. PKB per capita (2007 szacunkowo) wynosiło nominalnie 39 000 dolarów – 17. miejsce na świecie, a po zmierzeniu parytetem siły nabywczej (2006 szacunkowo) 31 700 dolarów – 18. miejsce. Holandia ma też stosunkowo niski wskaźnik Giniego, czyli poziom rozpiętości w dochodach, wynoszący 30,9 (2005).
Holandia jest trzecim – po Stanach Zjednoczonych i Francji – eksporterem żywności, mimo iż w rolnictwie zatrudnionych jest tylko 3% społeczeństwa (2005 szacunkowo). Jest także ósmym na świecie wydobywcą gazu ziemnego – 77,3 mld m³ (2006). Port w Rotterdamie jest drugim na świecie, a pierwszym w Europie pod względem tonażu przeładowywanych towarów. Znane marki holenderskie to DAF, ING Groep, KLM, AkzoNobel, Heineken, Just Eat Takeaway, NN Group, Philips, Randstad Holding i Shell. Ważną rolę w gospodarce Holandii odgrywają tulipany.

## Transport
| AmsterdamDen HelderEindhovenEnschedeGroningenLelystadMaastrichtRotterdam Porty lotnicze w Holandii | BONAUACURSABSXMEUX Porty lotnicze Wysp ABC i Wysp SSS na Morzu Karaibskim |

### Turystyka
W 2015 roku kraj ten odwiedziło 15,007 mln turystów (7,8% więcej niż w roku poprzednim), generując dla niego przychody na poziomie 13,211 mld dolarów.

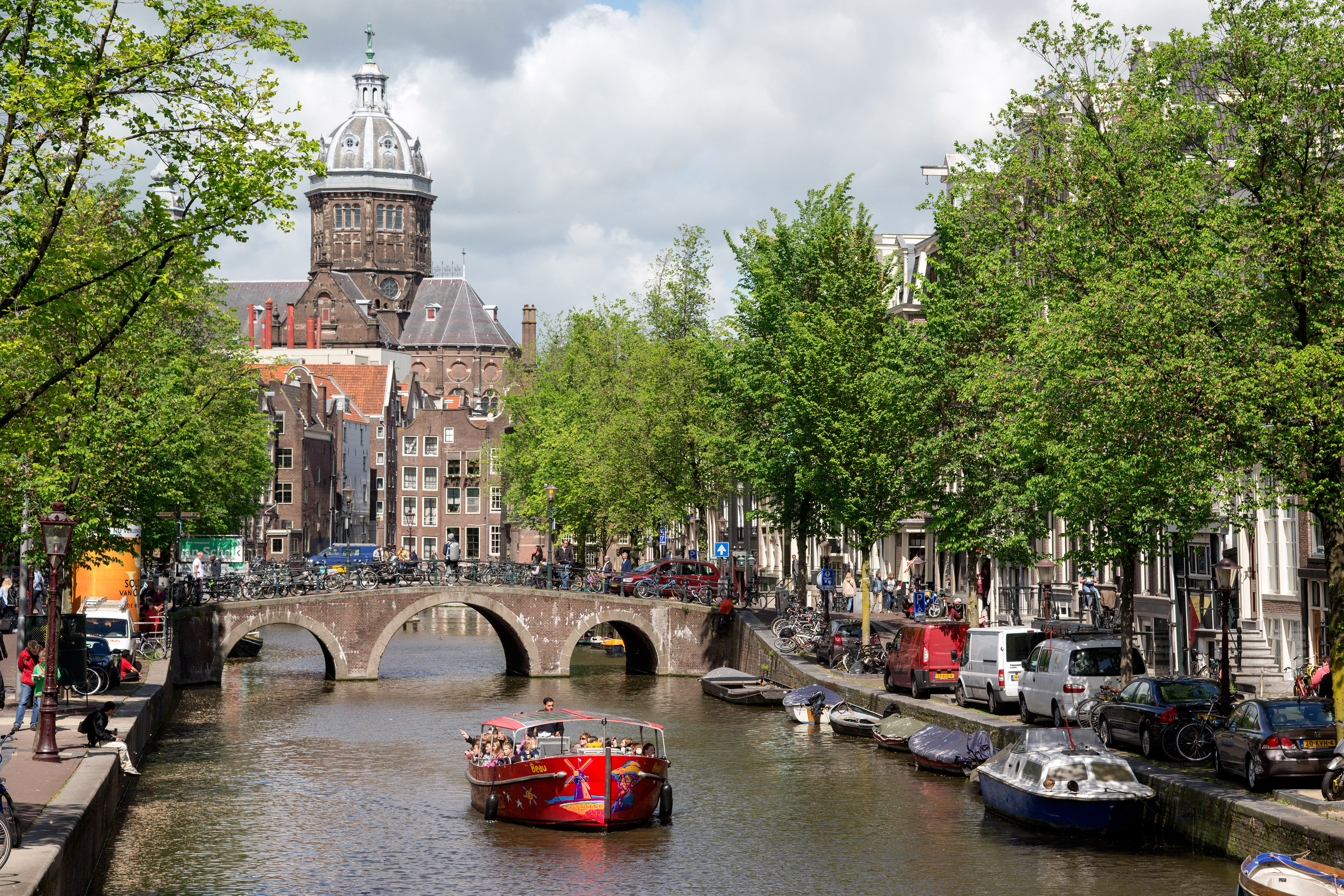
XVII-wieczne kanały w Amsterdamie
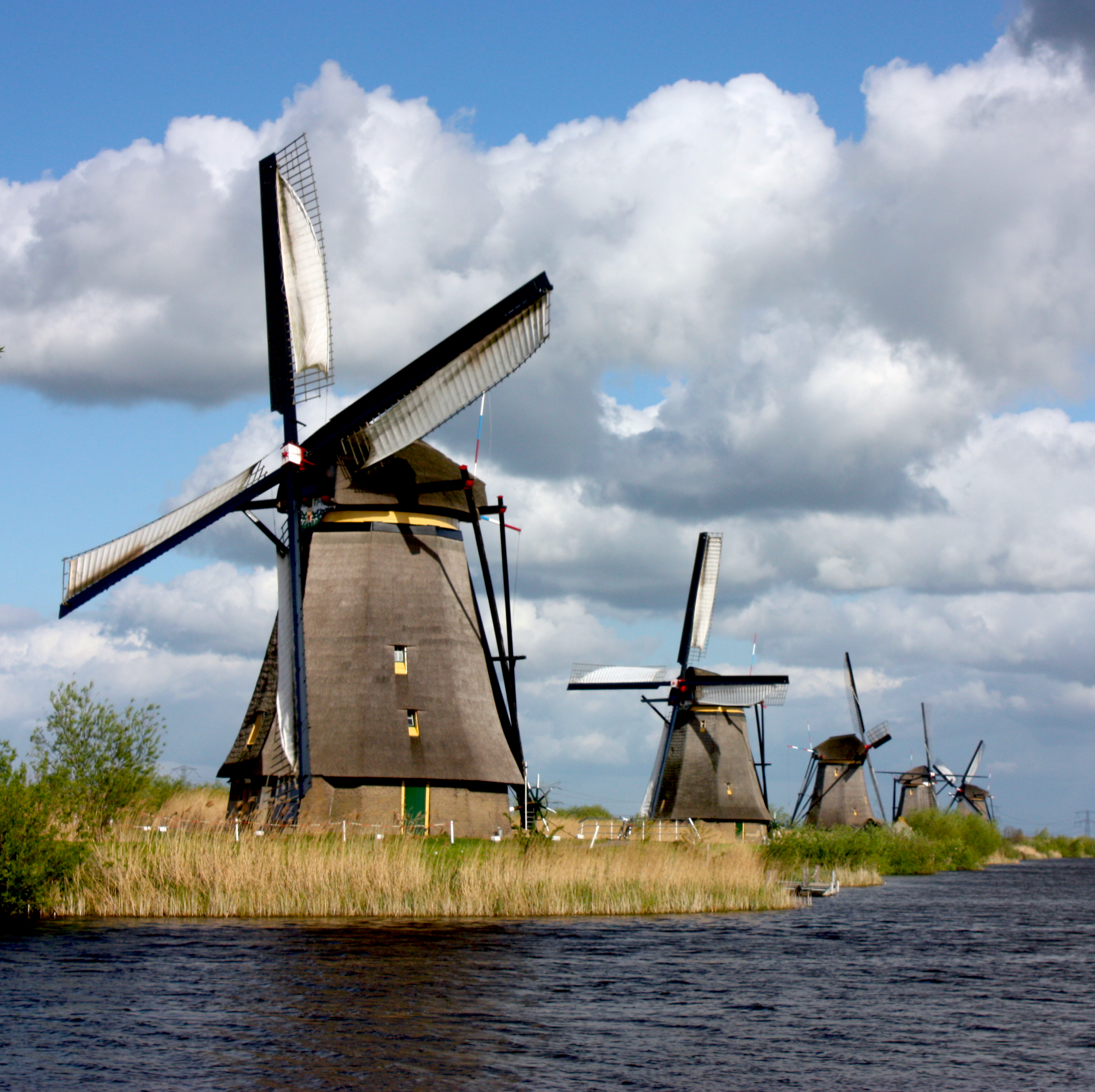
Wiatraki w Kinderdijk
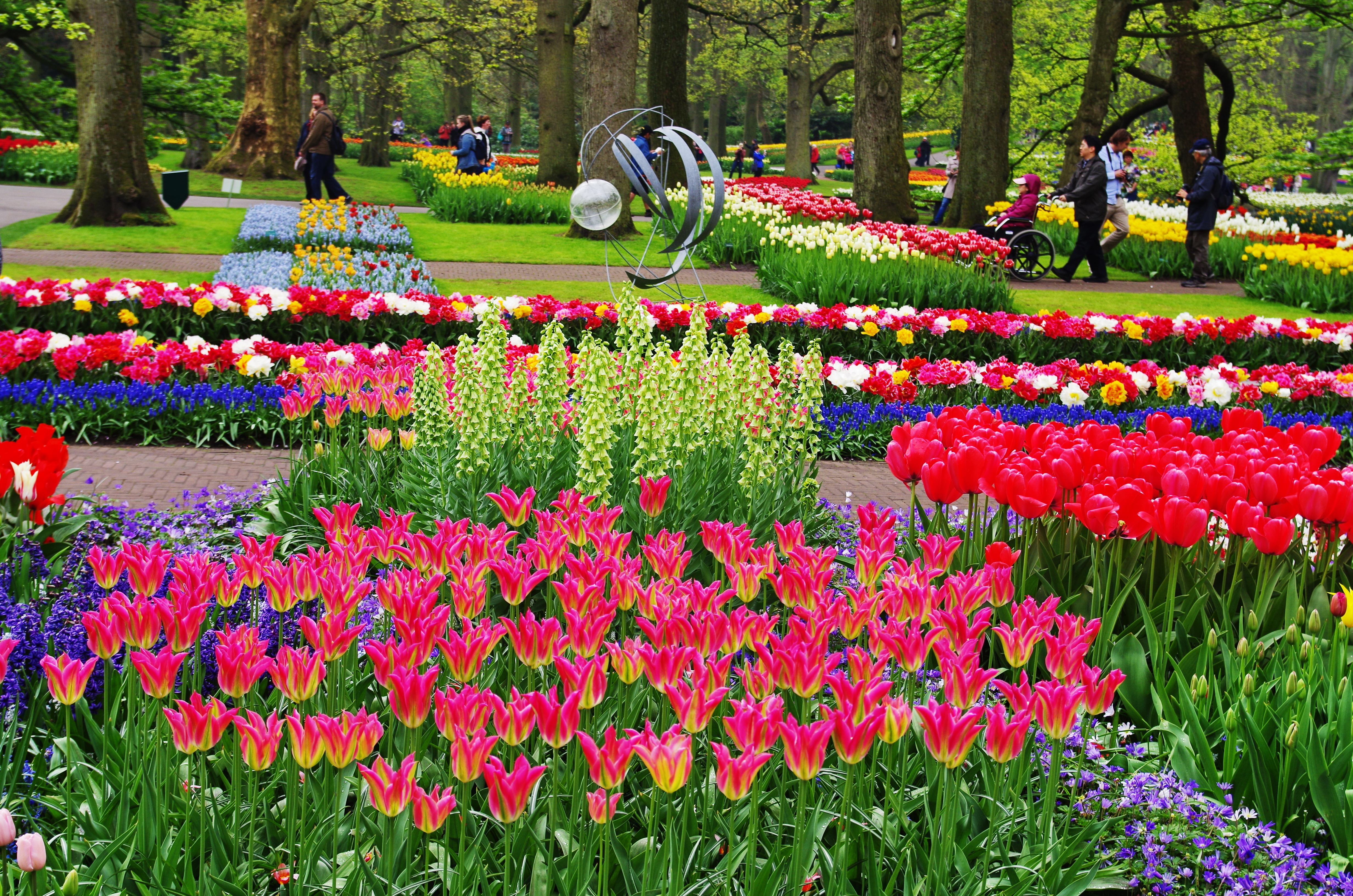
Ogród kwiatowy Keukenhof w Lisse
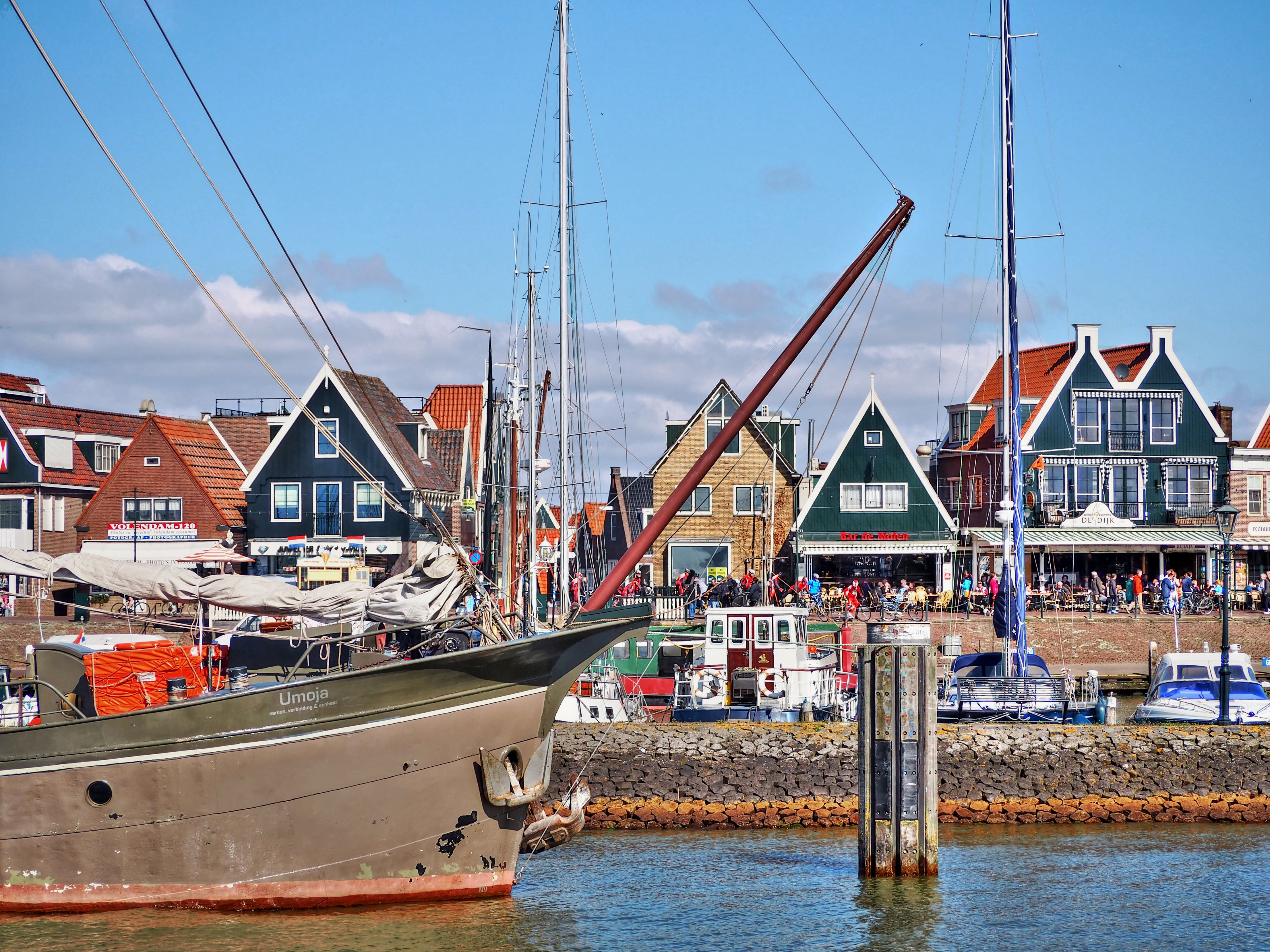
Dawny port rybacki w Volendam do czasu postawienia tamy na Zuiderzee
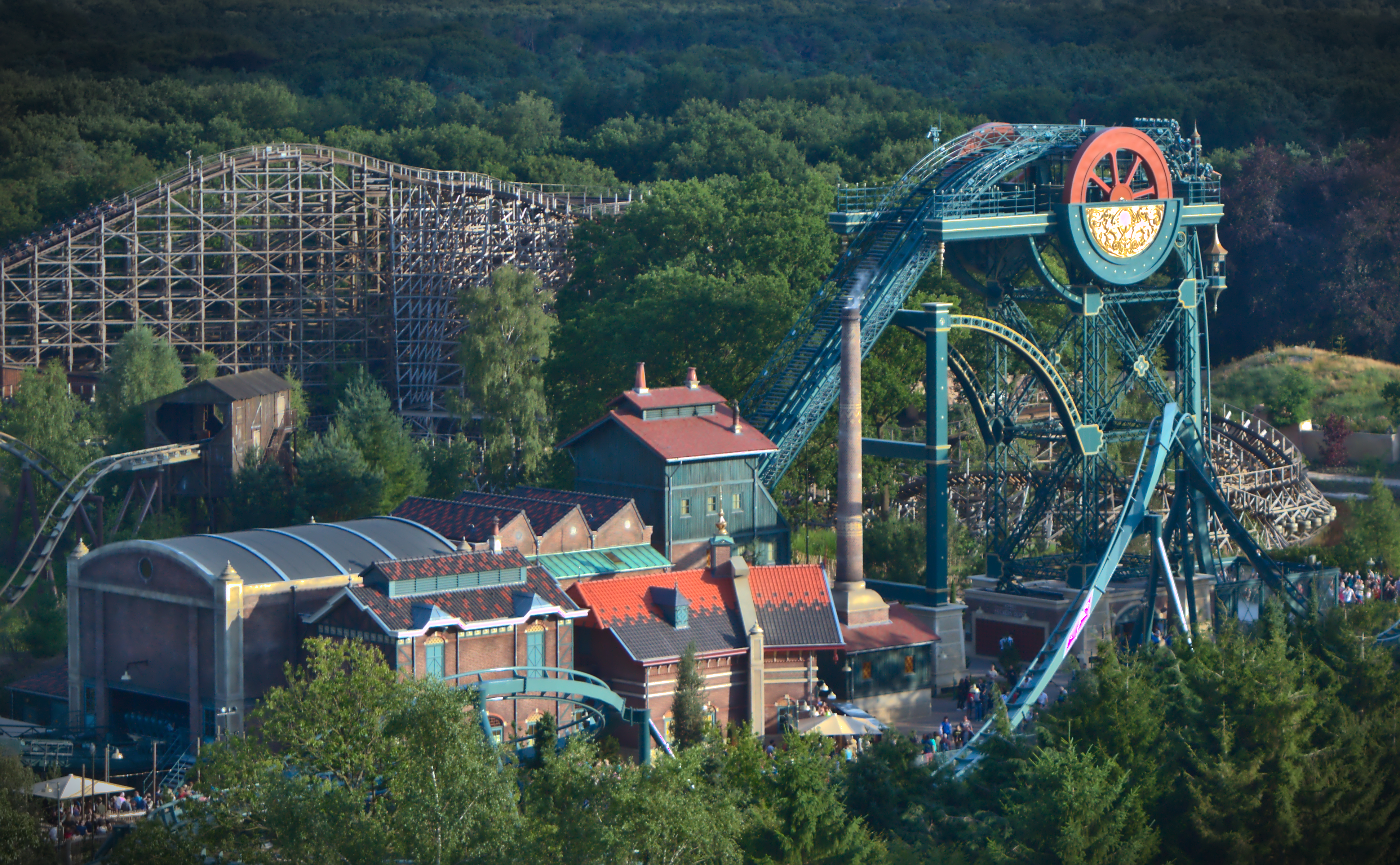
Park rozrywki Efteling w Kaatsheuvel
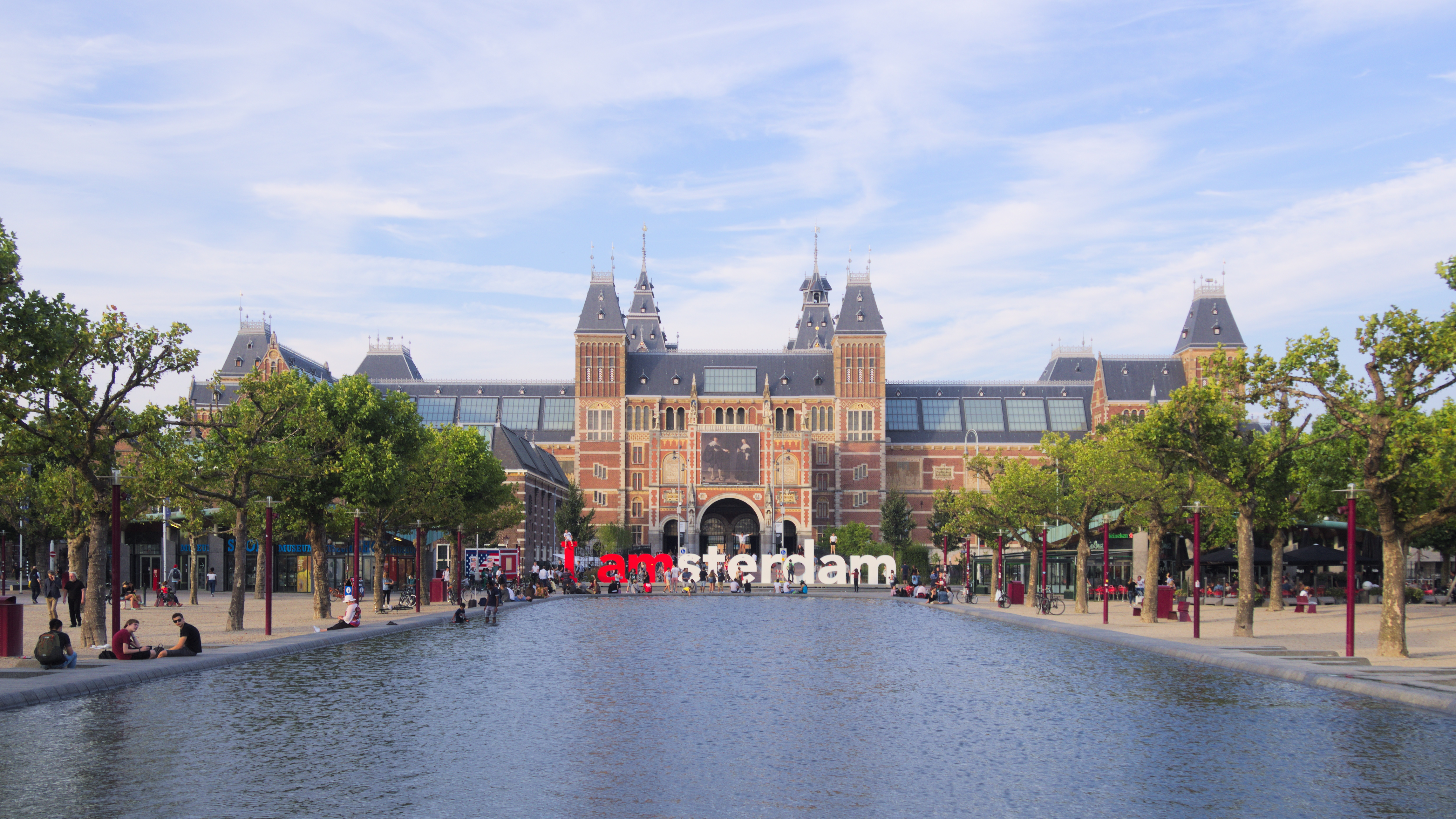
Rijksmuseum w Amsterdamie

## Oświata

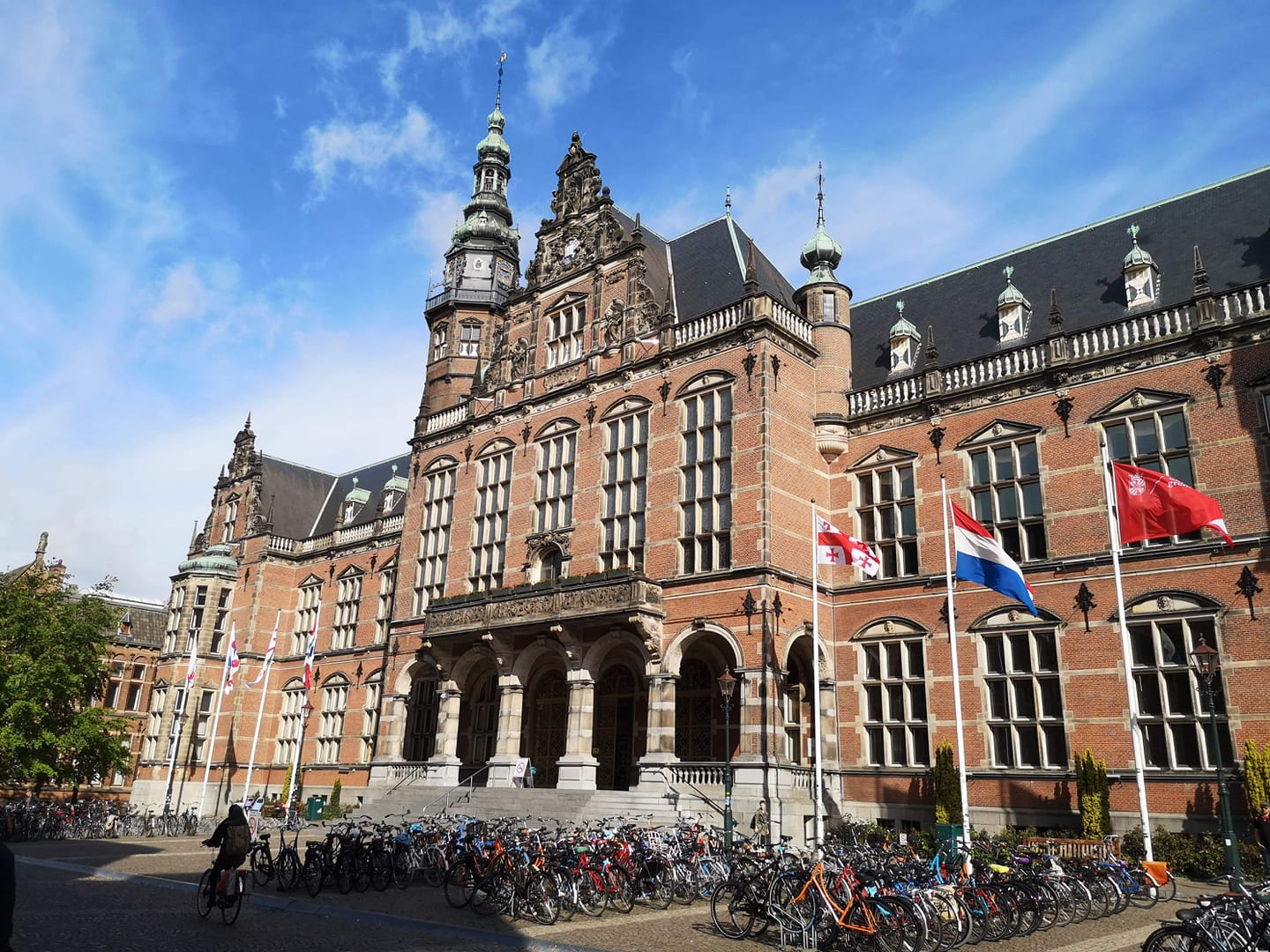
Uniwersytet w Groningen

W Holandii szkoły wyższe są podzielone na dwie kategorie: uniwersytety (universiteit) oraz uczelnie zawodowe (hogeschool). Niektóre holenderskie uniwersytety to: Uniwersytet Erazma w Rotterdamie (Erasmus Universiteit Rotterdam) EUR, Uniwersytet im. Radbouda w Nijmegen (Radboud Universiteit) RU, Uniwersytet w Groningen (Rijksuniversiteit Groningen) RUG, Uniwersytet Techniczny w Delfcie (Technische Universiteit Delft) TU Delft, Uniwersytet Techniczny w Eindhoven (Technische Universiteit Eindhoven) (TU/e), Uniwersytet Amsterdamski (Universiteit van Amsterdam) UvA, Uniwersytet w Lejdzie (Universiteit Leiden) LEI, Maastricht University UM, Universiteit Twente UT, Uniwersytet w Utrechcie (Universiteit Utrecht) UU, Tilburg University TiU, Wolny Uniwersytet w Amsterdamie (Vrije Universiteit Amsterdam) VU, Wageningen University & Research WUR.

## Kultura

### Literatura
XVII-wieczny dramaturg Joost van den Vondel nazywany jest „holenderskim Szekspirem”. Za twórcę nowoczesnej prozy holenderskiej uznaje się Eduarda Douwesa Dekkera, który publikował pod pseudonimem Multatuli. Harry Mulisch, Gerard Reve i Willem Frederik Hermans stanowią według wielu krytyków „wielką trójkę współczesnej literatury holenderskiej”. Powieść Odkrycie nieba Harry’ego Mulischa została uznana w internetowym rankingu za „najlepszą książkę holenderską wszech czasów”. Ważną postacią jest Johan Huizinga, autor Jesieni średniowiecza.
W Holandii tworzyli także Erazm z Rotterdamu, Christiaan Huygens i Baruch Spinoza. Długo w Holandii przebywał Kartezjusz. Pisali oni jednak po łacinie. W tym czasie Holandia posiadała znakomitych filologów klasycznych, którzy tłumaczyli dzieła starożytnych autorów na niderlandzki.

### Malarstwo
Znani malarze holenderscy to między innymi Rembrandt, Vincent van Gogh, Hieronim Bosch, Jan Vermeer, Frans Hals, Gabriël Metsu, George Hendrik Breitner, Piet Mondrian, Karel Appel i Guillaume Cornelis Beverloo (ps. Corneille).

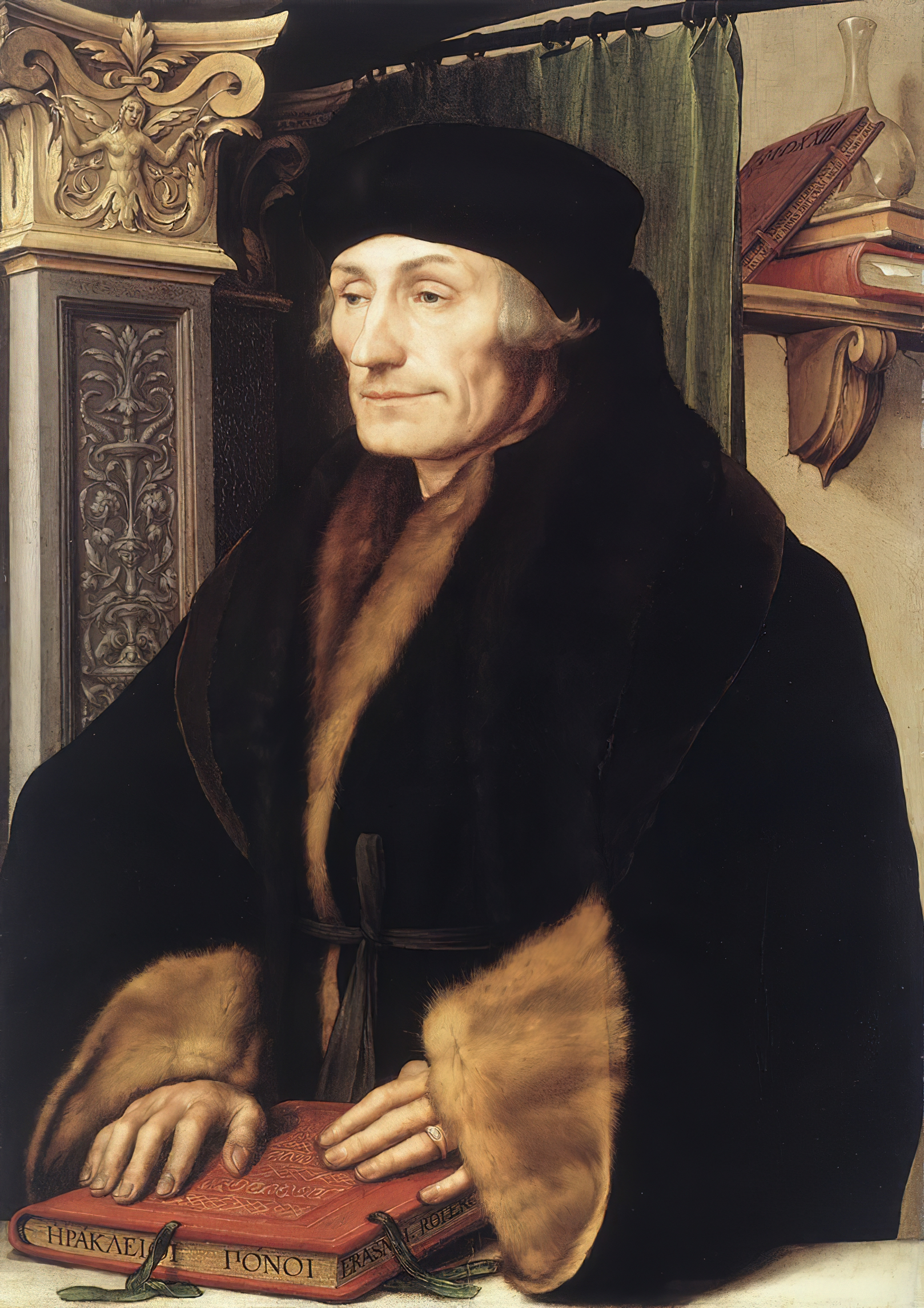
Erazm z Rotterdamu
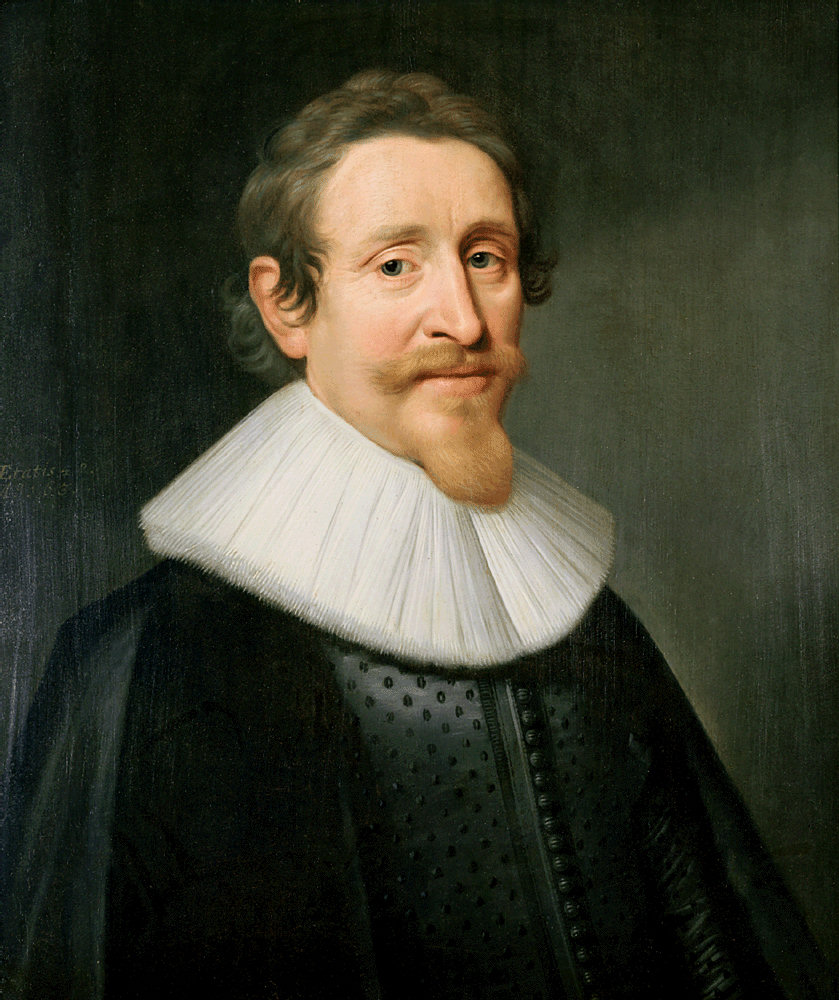
Hugo Grotius
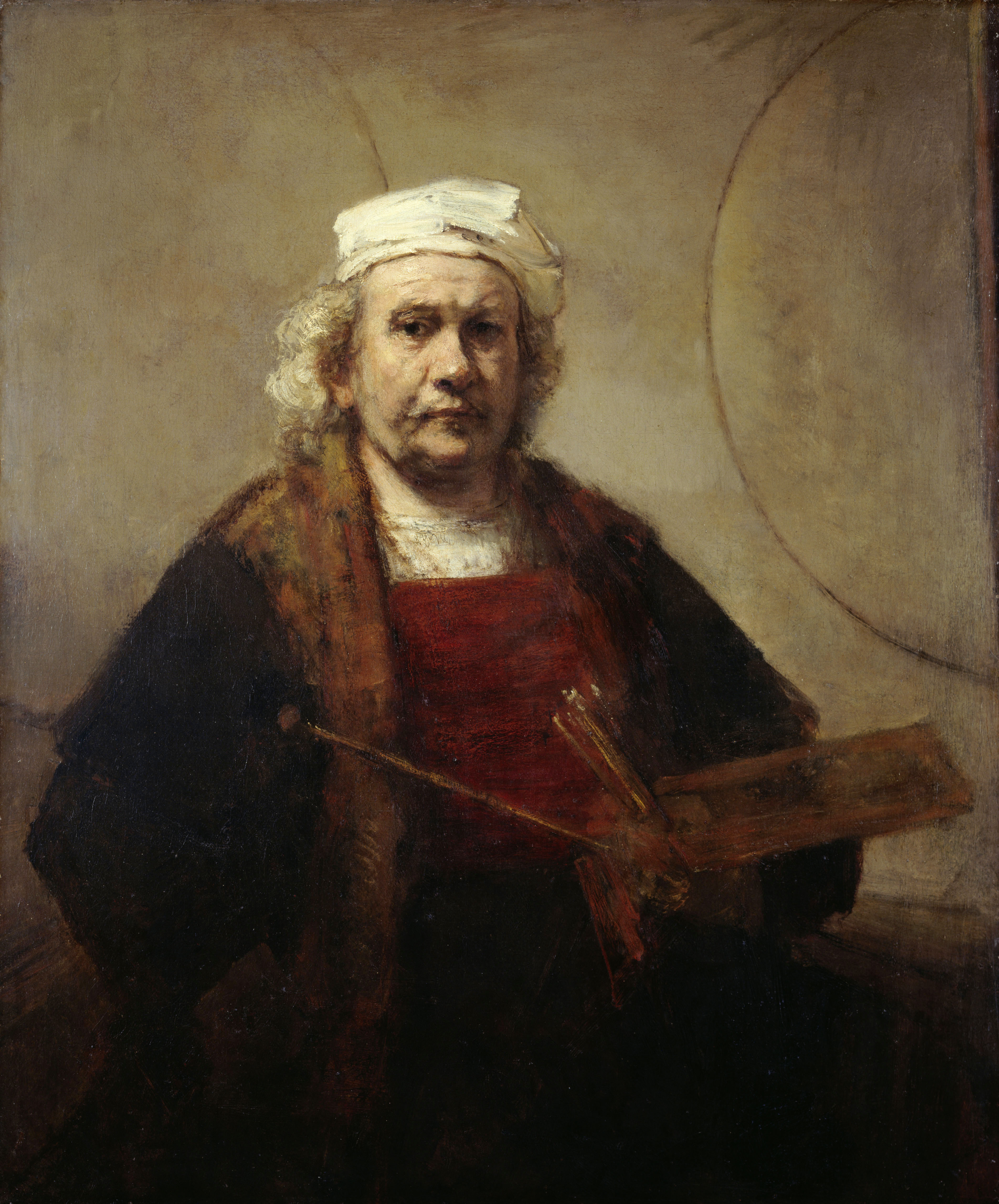
Rembrandt
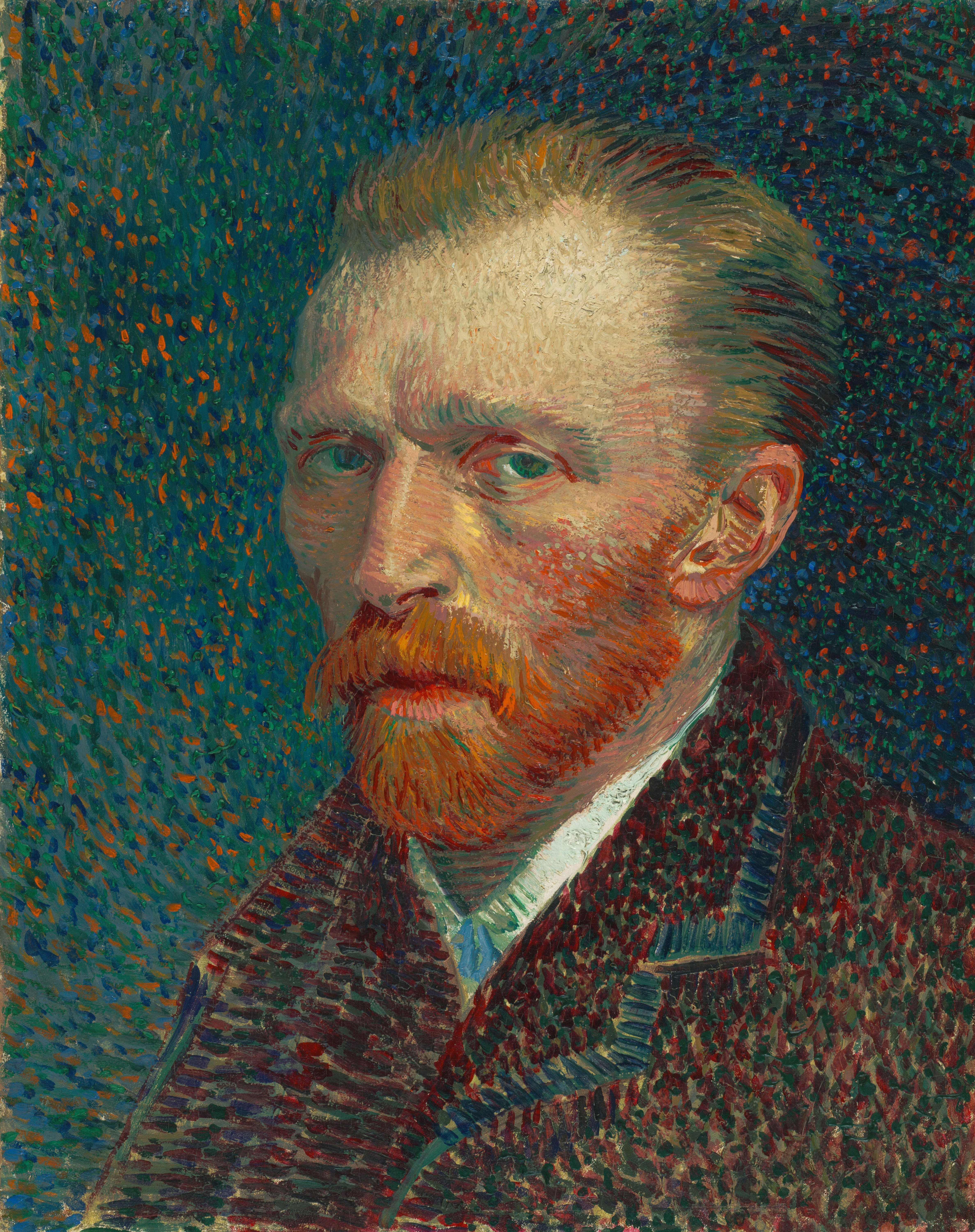
Vincent van Gogh
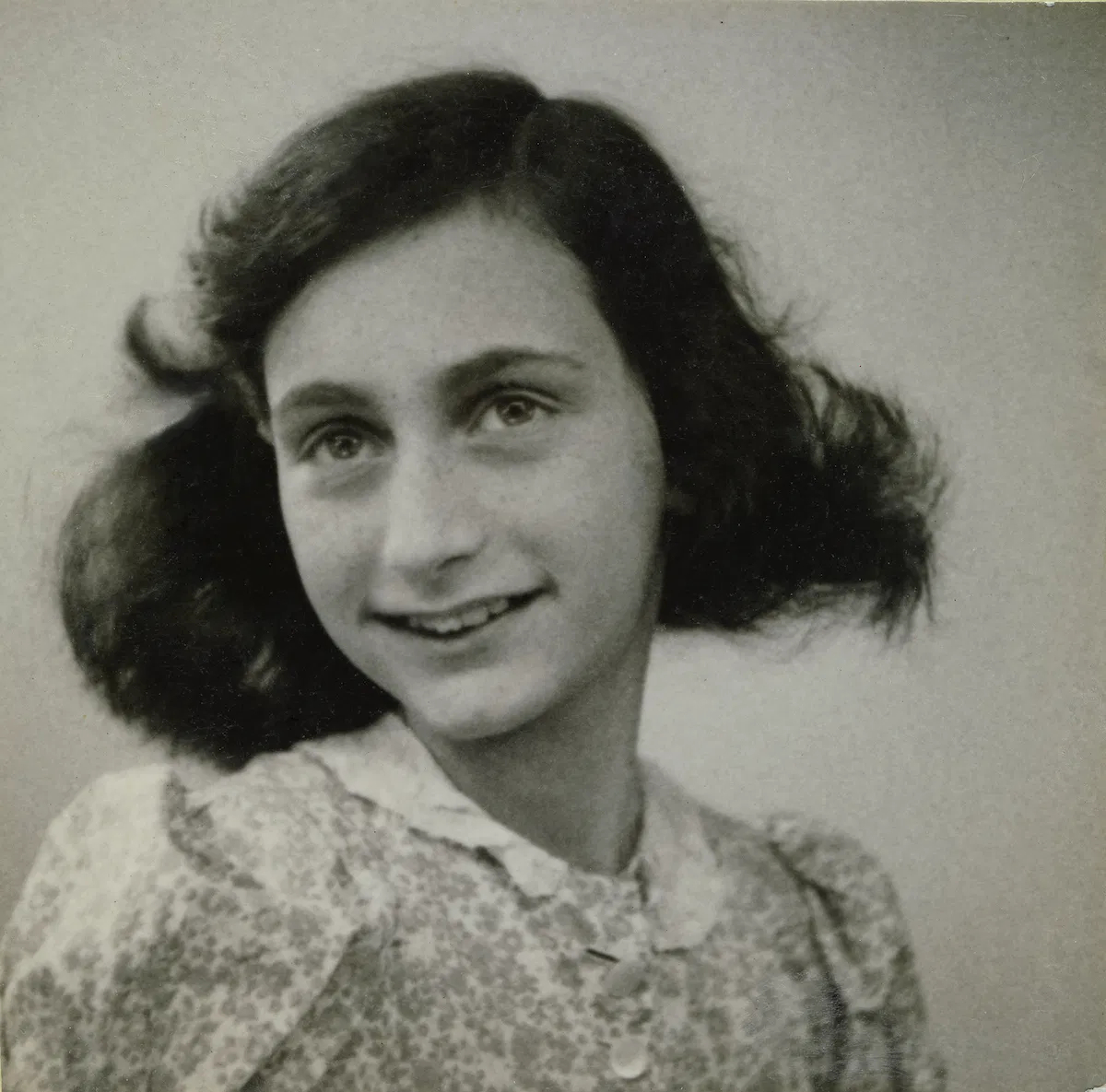
Anne Frank

### Film
Następujące filmy produkcji holenderskiej zostały uhonorowane statuetką Oscara: Glas (1958) Berta Haanstry, Atak Fonsa Rademakersa, Ród Antonii (1995) w reżyserii Marleen Gorris oraz Charakter (1997) zrealizowany przez Mike’a van Diema.

## Obyczajowość
W Holandii legalne są prostytucja, aborcja, eutanazja i małżeństwa między osobami tej samej płci. Ponadto zdepenalizowane są tzw. „miękkie narkotyki” (ich zażywanie tolerowane jest w przeznaczonych do tego lokalach).

## Media

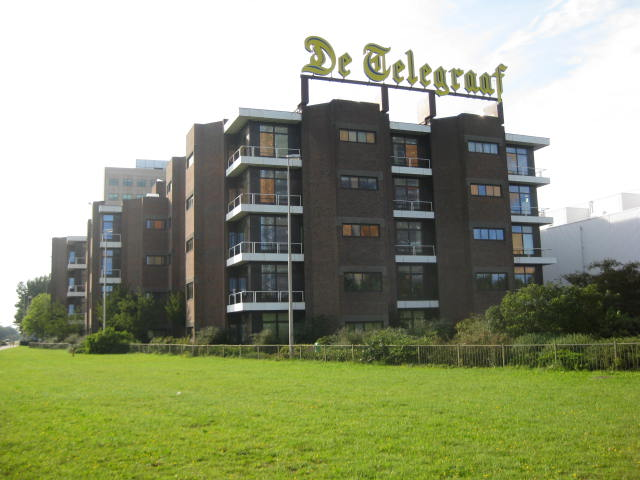
Siedziba „De Telegraaf” w Amsterdamie

W Holandii telewizja i radio publiczne są silnie zdecentralizowane. Ich zbiorcza nazwa to Nederlandse Publieke Omroep. Do końca lat osiemdziesiątych nie było w tym kraju telewizji prywatnej. Kanały telewizji publicznej to: NPO 1, NPO 2, NPO 3. Pierwszym prywatnym kanałem był RTL 4, a drugim RTL 5. Dla zagranicy przeznaczone są BVN i Radio Nederland Wereldomroep.

## Rankingi
W 2007 Holandia zajęła w rankingu The Economist 3. miejsce na świecie pod względem rozwoju demokracji. Pod względem HDI Holandia zajmuje 4. miejsce na świecie (2013), a pod względem HPI Holandia zajmuje 3. miejsce na świecie.